# Régiment de la Garde Pavlovski
Le régiment de la Garde Pavlovski, (en langue russe : Павловский лейб-гвардии полк) fut créé le 19 novembre 1796 par Paul Ier de Russie.

## Historique du régiment de la Garde Pavlovski
Le 15 mai 1790, Catherine II de Russie créa le bataillon d’infanterie Tenginski, de nouvelles recrues, des soldats du rang des régiments de Moscou formèrent un régiment d’infanterie composé de quatre bataillons et de quatre compagnies. Le 12 avril 1791, il reçut le nom de régiment de Grenadiers (Grenaderski) de Moscou (Moskovski). Le 19 novembre 1796, les deux bataillons, les deux compagnies de réserve du régiment de Moscou formèrent le régiment de grenadiers Pavlovski.
Le 19 novembre 1796, le régiment de grenadiers se composa de deux bataillons déjà existants et d’un bataillon de réserve formé de deux compagnies.
Le 29 novembre 1796, le régiment fut réorganisé en deux bataillons, chacun fut doté de grenadiers et de mousquetaires.
En 1798, Paul Ier de Russie renomma ce régiment, il porta le nom de son commandant le major-général Ivan Fiodorovitch Emme puis le 8 novembre 1800, il prit le nom du major-général Henrik Petrovitch Kerbits. Le 1er mars 1801, Alexandre Ier de Russie le restaura dans son ancien nom.
Le régiment de la Garde Pavlovski reçut son baptême du feu au cours de la guerre de la Deuxième Coalition. Sous les ordres du lieutenant-général Herman il prit part à l’expédition russe en Hollande. En 1799, il fut engagé dans les batailles de Bergen, Castricum puis Batum le 19 septembre 1799.
Le 9 décembre 1805, sous les ordres du lieutenant-général et comte Alexandre Ostermann-Tolstoï, le Régiment fut engagé dans l’expédition de Hanovre. Le 23 décembre 1806, les grenadiers du régiment Pavlovski engagèrent la bataille près du petit village de Czarnovo, le 26 décembre 1806, ils s’illustrèrent à la bataille de Pułtusk.
Le 8 février 1807, le régiment démontra sa vaillance lors de la bataille d'Eylau. En 1807, la 2e division du régiment s’illustra par sa bravoure au cours des combats de Lindenau, les batailles d’Heilsberg. Au cours des combats qui se déroulèrent pendant la bataille de Friedland, leur commandant, le major-général Nikolaï Nikolaïevitch Mazovski (1756-1807) fut mortellement blessé par des tirs de mitraille, avant de rendre son dernier soupir, ses dernières paroles furent « Amis, ne vous découragez pas ! » En considération pour le comportement héroïque du régiment au cours de la bataille de Friedland, le 20 janvier 1808, Alexandre Ier de Russie imposa au régiment le port de la mitre recouverte d’une plaque de cuivre criblée d’impacts de balles et de mitrailles reçus au cours de cette bataille de la Campagne de Prusse, ces mitres subsistèrent jusqu’en 1914, en effet, 532 d’entre elles préservées de l’usure du temps furent encore portées par les grenadiers du régiment de la Garde Pavlvoski au début de la Première Guerre mondiale.
Le 13 novembre de la même année, le patronyme de chacun de ces héroïques grenadiers fut inscrit sur la plaque cuivrée de sa mitre.
En 1812, le régiment de la Garde Pavlovski fut incorporé à la 1re division de grenadiers, au 3e corps placé sous le commandement du lieutenant-général Nikolaï Alexeïevitch Toutchkov (1765-1812).
Dans les rangs du 1er corps d’Armée placé sous le commandement du maréchal Pierre Wittgenstein, le 7 septembre 1812, le régiment s’illustra à la Borodino. Les grenadiers de la garde disposés a Outitza, bourgade située sur la route de Smolensk engagèrent le combat contre la Ve Armée commandée par le maréchal Józef Antoni Poniatowski. Nikolaï Alexeïevitch Toutchkov, commandant ses valeureux grenadiers russes fut atteint d’une balle en pleine poitrine, après trois semaines d’agonie, il décèdera des suites de sa blessure. Entre le 15 novembre et le 18 novembre 1812, à Krasnoï, le régiment de la Garde Pavlovski placé sous les ordres du colonel Iegor Khristoforovitch Richter remportèrent une nouvelle victoire sur la Grande Armée. Le 2e bataillon s’illustra aux batailles de Kliastitsy, Polotsk, et la Bérézina.
En 1813, pour ses hauts faits d’armes, au cours d’une cérémonie, Alexandre Ier de Russie leur accorda le titre de régiment de la Garde Pavlovski.
La 2e brigade de la 2e division d’infanterie de la Garde rencontra l’Armée française à Lützen, le 21 mai 1813, ils furent défaits près de la ville saxonne de Bautzen. Le 27 août 1813, ils furent de nouveau vaincus à Dresde. À Kulm, le 30 août 1813, la 2e brigade remporta une victoire sur les Français. Au sein, de l’armée des Coalisés, elle remporta la grande victoire de Leipzig.
En 1814, le régiment fut engagé dans la campagne de France et s’illustra lors de la prise de Paris, il engagea le combat près du Pré-Saint-Gervais. Après une entrée victorieuse dans la capitale, le régiment bivouaqua au bois de Boulogne.
Les premier et deuxième bataillons du régiment de la Garde Pavlovski furent impliqués dans le conflit opposant la Russie à la Turquie. Le 29 août 1828, ils mirent le siège sur le côté septentrional de la forteresse de Varna, en septembre 1828, ils engagèrent le combat contre les Turcs sur le côté sud de la forteresse. Le 3 octobre, ils reçurent la mission d’acheminer les prisonniers de l’Empire ottoman dans la ville de Varna, lieu de leur détention.
Le 6 novembre 1831, pour le courage et la bravoure dont firent preuve les 1er et 3e bataillons du régiment de la Garde Pavlovski au cours de l’Insurrection de novembre 1830, les privilèges et les droits de la vieille garde furent accordés au régiment de la Garde Pavlovski.
En 1863, le régiment fut engagé dans la répression menée contre les rebelles polonais.
La Russie ayant déclaré la guerre à l’Empire ottoman le 24 avril 1877, l’Armée impériale de Russie se transporta en Roumanie. Le régiment de la Garde Pavlvoski avec une partie de l’armée embarqua à Galați, traversa le Danube et débarqua dans le port roumain de Brăila. Les grenadiers du régiment furent acheminés vers la région de Dobroudja où, le 12 octobre 1877, ils prirent d’assaut le vallon occupé par les troupes turques. Sous le commandement du feld-maréchal Iossif Vladimirovitch Gourko (1828-1901), le 19 décembre 1877, près du village de Tachkisen (village de Bulgarie), dans une neige très profonde, le régiment engagea la bataille contre les Turcs, malgré de multiples obstacles, ils remportèrent une grande victoire sur l’Armée de l’Empire ottoman. Lors de son raid à travers les Balkans, du 21 novembre au 23 novembre 1877, dans les montagnes d’Arab-Konak et Chandornik, les grenadiers de la Garde s’illustrèrent lors de la prise de bastions alors occupés par les troupes turques. Du 15 janvier au 17 janvier 1878, le régiment de la Garde livra bataille dans les collines entourant la ville de Philippol en Roumélie orientale.
Le régiment de la Garde Pavlovski fut engagé dans la Première Guerre mondiale.
Le 26 février 1917, certaines unités du régiment de la Garde Pavlovski prirent les armes contre les manifestants massés sur la Perspective Nevski. Ce jour-là, on ne déplora aucune victime. Ce même jour, vers trois heures, la 4e compagnie de grenadiers de la Garde se rendit à l’armurerie, se saisit des armes puis se mêla à la foule, les officiers du régiment tentèrent de ramener les hommes dans leur caserne, mais ce fut un échec. La compagnie, sous le commandement d’une enseigne se dirigea vers le canal Iekaterina où, s’unissant à la police commença à tirer. Possédant peu de munitions, ils durent se résoudre à regagner leur caserne. Aucune des unités du bataillon ne leur prêtant main-forte, la compagnie resta isolée, assiégés, les grenadiers de la 4e Compagnie furent contraints à rendre les armes. On procéda à l’arrestation de 19 soldats de cette compagnie. Encadrés par des hommes de troupes, ils furent amenés à la forteresse Troubetzkoy. Chacun des 19 soldats s’attendaient à une mort certaine, mais, le soulèvement du régiment de Volhynie ayant gagné certains bataillons de réserve de la Garde, ceux-ci eurent la vie sauve. Le colonel Eksten fut tué au cours de cette mutinerie.

## Chronologie historique

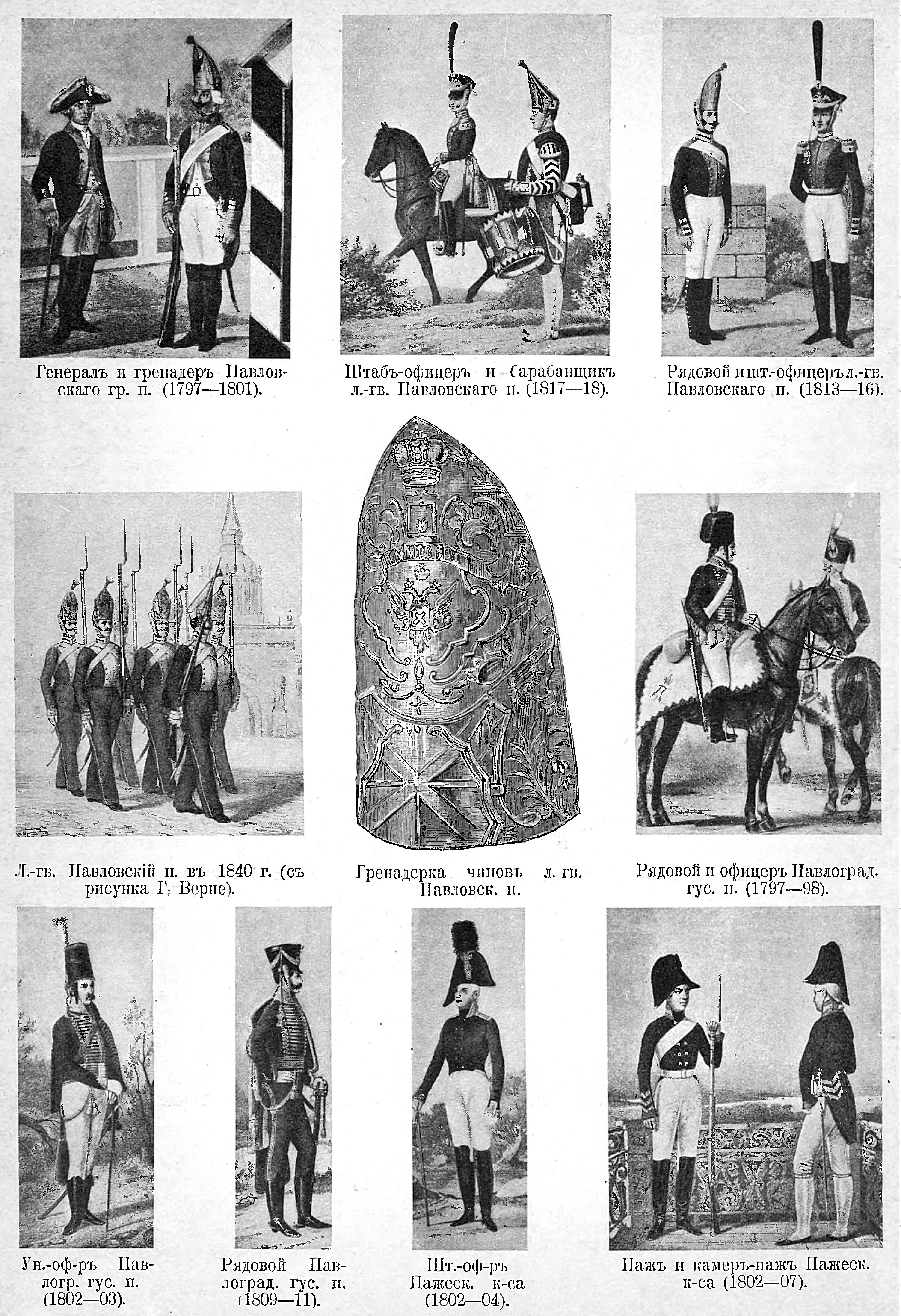
Uniformes du régiment de la Garde Pavlovski.

- 15 mai 1790 : création par Catherine II de Russie du régiment d’infanterie Tenginski ;
- 12 avril 1791 : Paul Ier de Russie le nomma régiment de grenadiers de Moscou ;
- 19 novembre 1796 : Paul Ier de Russie lui attribua le nom de régiment de grenadiers Pavlovski ;
- 31 octobre 1898 : Paul Ier de Russie renomma ce régiment du nom de son commandant, Régiment du major-général Ivan Fiodorovitch Emme ;
- 8 avril 1804 : renommé régiment du major-général Henrik Petrovitch Kerbits ;
- 1798-1800 : reçut son baptême du feu lors de l’expédition russe en Hollande (guerre de la Deuxième Coalition ;
- 1805-1807 : engagé dans la guerre de la Troisième Coalition ;
- 1806-1807 : participa à la guerre de la Quatrième Coalition ;
- 1812 : participa à la guerre patriotique de 1812 ;
- 10 avril 1813 : nommé régiment de la Garde Pavlovski ;
- 1813-1814 : s’illustra lors de la guerre de la Sixième Coalition ;
- 1828-1829 : participa à la guerre russo-turque de 1828-1829 ;
- 1831-1831 : participa à la répression menée contre les rebelles lors de l’insurrection de novembre 1830 ;
- 6 décembre 1831 : il reçut les droits et privilèges de la vieille garde ;
- 1863 : participa à la répression menée contre les rebelles polonais lors des évènements de 1861-1864 ;
- 1877-1878 : engagé dans la guerre russo-turque de 1877-1878 ;
- 1914-1918 : participa à la Première Guerre mondiale ;
- 24 février au 28 février 1917 : participa à la répression menée contre les travailleurs massés sur la perspective Nevski, mutinerie de la 4e compagnie de réserve du régiment, 19 hommes sont emprisonnés puis libérés grâce au soulèvement du régiment Volhynie ;
- 10 mai 1918 : dissolution du régiment de la Garde Pavlovski.

## Récompenses et honneurs régimentaires
- En 1813, le drapeau de Saint-Georges fut attribué à chaque bataillon du régiment de la Garde Pavlovski avec inscrit : En récompense pour la défaite et l’expulsion de l’ennemi hors de la Russie en 1812, en outre il reçut le ruban de l’ordre de Saint-André.

- En considération pour le comortement héroïque du régiment au cours des batailles de 1806 et 1807, le 20 janvier 1808, Alexandre Ier de Russie imposa au régiment le port de la mitre recouverte d’une plaque de cuivre criblée d’impacts de balles et de mitrailles reçus au cours de la bataille de Friedland lors la campagne de Prusse. Ces mitres subsistèrent jusqu’en 1914, et 532 d’entre elles, préservées de l’usure du temps, furent encore portées par les grenadiers du régiment de la Garde Pavlvoski au début de la Première Guerre mondiale.

- L’inscription sur la plaque de laiton recouvrant les mitres : Combats de la Montagne Doubniak, le 12 octobre 1877.

- Dédiée au régiment de la Garde Pavlsovski, l’église du Bienheureux prince Alexandre Nevski située au centre de Saint-Pétersbourg fut construite au début du XIXe siècle. À l’intérieur de cet édifice religieux sont conservés les uniformes d’Alexandre Ier de Russie, de son frère, l’empereur Nicolas Ier de Russie, d’Alexandre II de Russie et d’Alexandre III de Russie[8].

## L’uniforme en 1802
- La mitre, coiffure emblématique des grenadiers du régiment de la Garde Pavlovski se composait à l’avant d’une plaque de laiton avec, en son centre, l’étoile d’argent de l’ordre de Saint-André, au-dessus, l’aigle bicéphale et la devise du régiment gravés dans le cuivre Dieu avec nous. Au bas de la mitre, l’inscription Combats de la Montagne Doubniak, le 12 octobre 1877. L’arrière de la mitre, se composait d’un bandeau orné de trois grenades de couleur or, d’une coiffe rouge le tout surmonté d’un pompon blanc[9].

- la vareuse en drap vert foncé, le bonnet de police (dit à la dragonne), la culotte dont le tissu diffère selon la saison, en drap blanc pour la saison hivernale, en coton blanc pour l’été. Les bottes en cuir noir s’arrêtant sous le genou. La capote en drap écru.

### Équipement
- deux sangles de cuir destinées à porter la giberne, cette dernière est confectionnée dans un cuir de couleur noire, sur le dos du grenadier, le havresac en cuir noir, la bretelle du fusil de couleur rouge.

### Armement
Le grenadier du régiment était armé d’un fusil du modèle 1796, d’une baïonnette, d’un sabre briquet accroché sur le côté gauche du soldat.
Les uniformes, l’armement et l’équipement évolueront au cours des années : 1807, 1808, 1813.

## Particularismes régimentaires

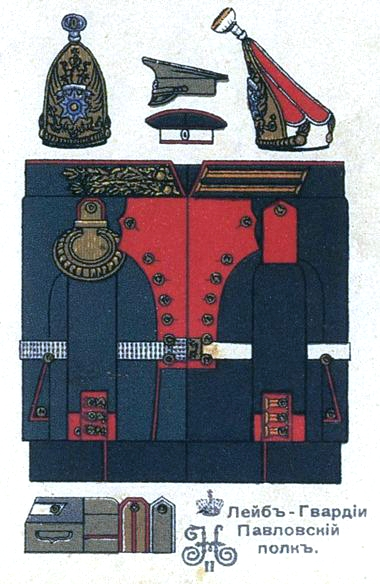
Uniforme de cérémonie du régiment de la Garde Pavlovski en 1910

À l’époque des guerres napoléoniennes, les cheveux des grenadiers de la Garde du régiment Pavlovski étaient liés au bas de la nuque par un ruban noir et cachés par le col de la vareuse de couleur verte. Ils se distinguaient par le port de la moustache et des rouflaquettes. En hommage à Paul Ier de Russie, les hommes du rang formant le régiment de la Garde Pavlovski avaient un nez court et aplati comme l’empereur.
Le drapeau du régiment de la garde Pavlsovki se composait d’une croix orange sur fond blanc. En son centre un médaillon de couleur orange, à l’intérieur de celui-ci, l’aigle bicéphale noir surmonté de la couronne impériale de Russie.

## Description de l’insigne régimentaire du régiment de la Garde Pavlovski
L’insigne du régiment de la Garde Pavlsovki fut une copie de la croix prussienne remise aux combattants ayant participé à la bataille d’Eylau. En son centre, l’inscription : La victoire d’Eylau le 27 janvier 1807.

## Chefs du régiment de la Garde Pavlovski

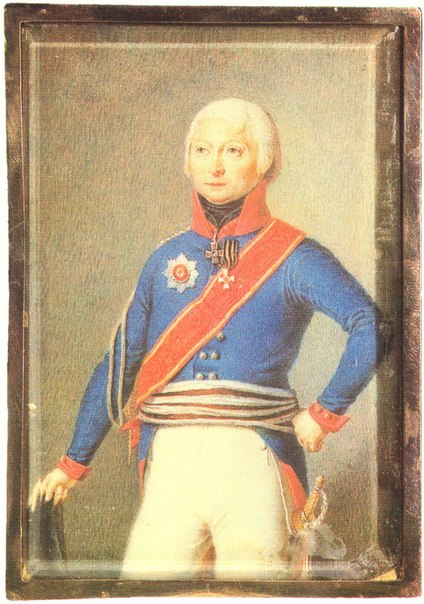
Le major-général Nikolaï Nikolaïevitch Mazovski, commandant du régiment de la Garde Pavlovski de 1803 à 1807

- 21 novembre 1796-3 septembre 1798 : Fiodor Fiodorovitch Vadkovski ;
- 20 novembre 1797-14 février 1798 : lieutenant-général Friedrich Karl Ludwig prince von Holstein-Beck ;
- 14 février 1798-26 août 1798 : major-général Ivan Stepanovitch Adamovitch ;
- 26 août 1798-8 avril 1800 : major-général Ivan Fiodorovitch Emme ;
- 8 avril 1800-10 avril 1801 : major-général Henrik Petrovitch Kerbits ;
- 10 avril 1801-2 mai 1802 : major-général Stepan Alexandrovitch Talyzine ;
- 20 mai 1802-11 octobre 1803 : lieutenant-général et prince Boris Vladimirovitch Golitzyne ;
- 11 octobre 1803-2 juin 1807 : major-général Nikolaï Nikolaïevitch Mazovski ;
- 9 novembre 1807-21 octobre 1816 : lieutenant-général Dmitri Neverovski ;
- 6 décembre 1813-7 décembre 1815 : major-général Piotr Stepanovitch Makarov ;
- 6 décembre 1815-19 décembre 1825 : général d’infanterie et comte Alexandre Ivanovitch Ostermann-Tolstoï ;
- 19 décembre 1825-1er mars 1881 : le tsarévitch Alexandre Nikolaïevitch de Russie ;
- 2 mars 1881-21 octobre 1894 : empereur Alexandre III de Russie ;
- 2 octobre 1894-4 mars 1917 : empereur Nicolas II de Russie.

## Commandants du régiment de la Garde Pavlovski

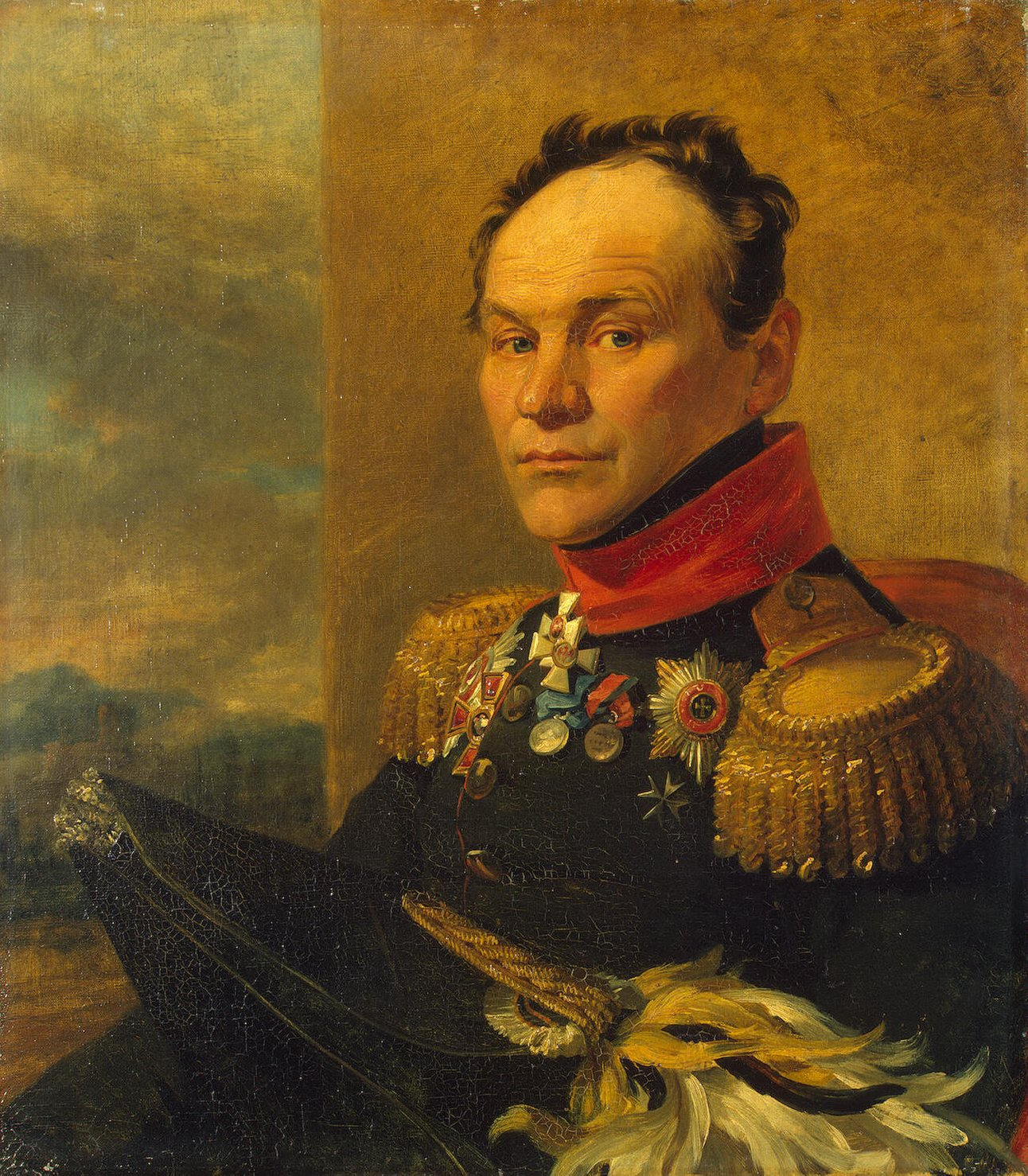
Lieutenant-général Alexandre Ivanovitch Tsvilenev, commandant du régiment de la Garde Pavlovski de 1799 à 1806

- 10 juillet 1798-3 septembre 1799 : major-général Nikolaï Terentievitch Moukhanov ;
- 17 mai 1799-23 mars 1806 : lieutenant-général Alexandre Ivanovitch Tsvilenev ;
- 23 juin 1806-22 octobre 1809 : colonel Alexandre Petrovitch Lokhov ;
- 8 février 1810-17 août 1810 : major Ivan Andreïevitch Mokhov ;
- 17 août 1810-1er janvier 1812 : lieutenant-général Piotr Ivanovitch Tarnovski ;
- 10 janvier 1812-2 mars 1813 : colonel Iegor Khristoforovitch Richter ;
- 2 mars 1813-13 décembre 1813 : Piotr Ivanovitch Tarnovski ;
- 13 décembre 1813-16 décembre 1815 : colonel Karl Petrovitch Berkhman ;
- 16 décembre 1815-14 mars 1825 : major-général Adam Ivanovitch Bistrom ;
- 14 mars 1825-6 décembre 1835 : major-général Alexeï Fiodorovitch Arbouzov ;
- 6 décembre 1835-6 décembre 1844 : major-général Fiodor Fiodorovitch Möller ;
- 11 décembre 1844-6 décembre 1851 : major-général Magnus Reutern ;
- 6 décembre 1851-24 mai 1855 : major-général Alexandre Fiodorovitch Goltgoer ;
- 24 mai 1855-12 novembre 1860 : major-général Alexandre Vladimirovitch Patkoul ;
- 12 novembre 1860-12 décembre 1863 : Nikolaï Nikolaïevitch Veliaminov ;
- 12 décembre 1863-30 août 1867 : adjudant-général et prince Alexandre Petrovitch Barclay de Tolly-Veïnmarn ;
- 30 août 1867-17 septembre 1870 : major Piotr Fiodorovitch Brant ;
- 17 septembre 1870-19 mars 1877 : major-général Nikolaï Ottonovitch Rosenbach ;
- 19 mars 1877-18 mai 1884 : major Konstantin Konradovitch Schmidt ;
- 18 mai 1884-10 janvier 1894 : major-général Richard Troianovitch Meves ;
- 31 janvier 1894-16 février 1900 : major-général Alexandre Ivanovitch Bojerianov ;
- 16 février 1900-10 mai 1903 : major-général Vladimir Ioannikievitch Trotski ;
- 10 mai 1903-23 juin 1906 : major-général Dimitry Grégorïevitch Shcherbachov ;
- 23 juin 1906-10 août 1908 : major-général Alexandre Antonovitch Gertsyk ;
- 10 août 1908-4 novembre 1914 : major Konstantin Gerasimovitch Nekrasov ;
- 4 novembre 1914-22 août 1915 : major-général Evgeni Andreïevitch Iskritski ;
- 22 août 1915-20 mai 1916 : major-général Mikhaïl Ippolitovitch Zankevitch ;
- 21 mai 1916-28 avril 1917 : major-général Dmitri Dmitrievitch Chevitch ;
- 28 avril 1917-décembre 1917 : colonel Vladimir Mikhaïlovitch Tsytovitch.

## Personnalités célèbres ayant servi au régiment de la Garde Pavlovski

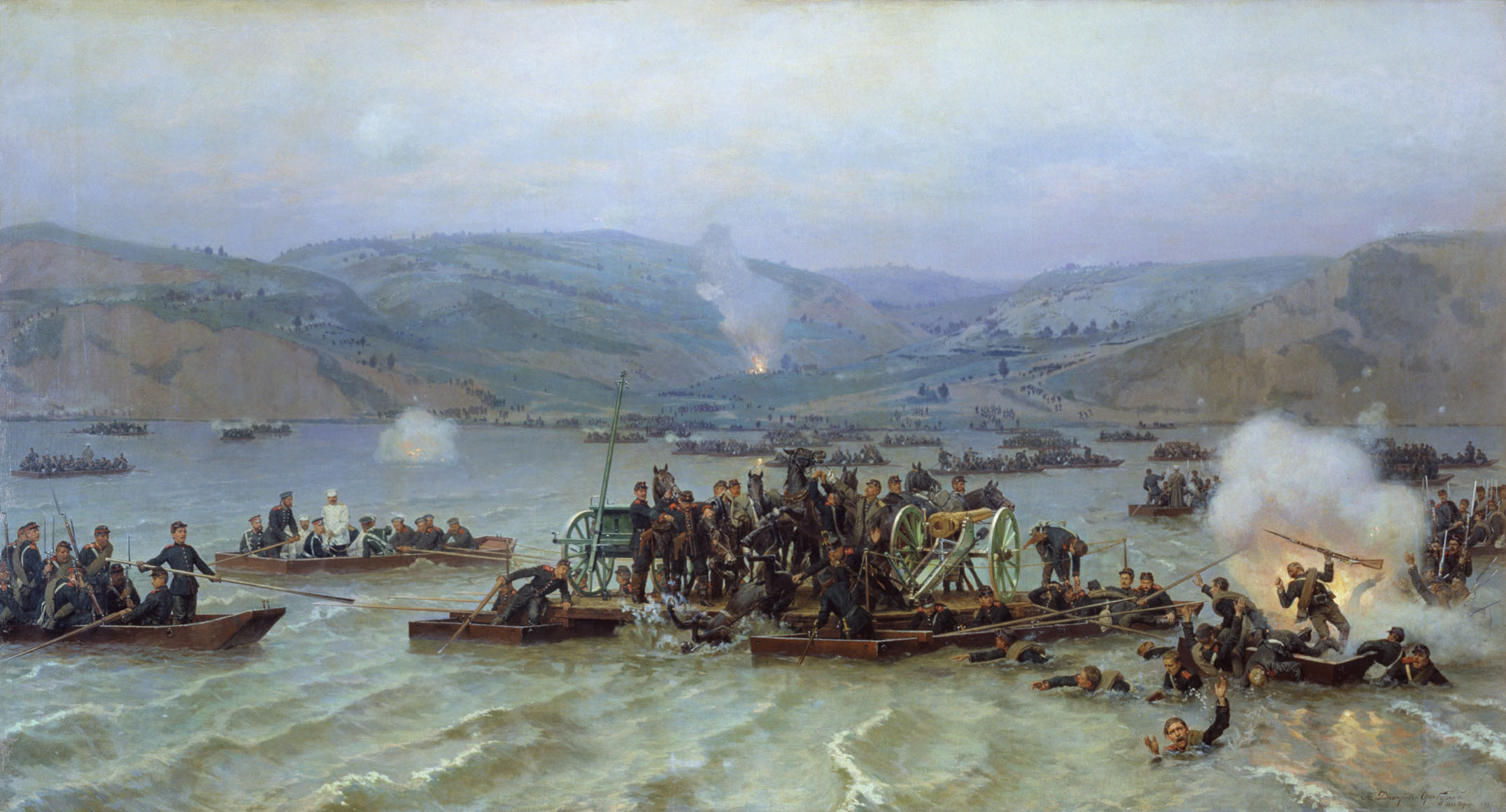
Traversée du Danube par l’Armée impériale de Russie à Ziminica, le 15 juin 1877, une œuvre du peintre russe Nikolaï Dmitrievitch Dmitriev-Orenbourgski (1883)

- Nikolaï Alexandrovitch Akherverdov : (1800-1876), Lieutenant-général, gouverneur militaire de Smolensk, sénateur, il servit dans le régiment de la Garde Pavlovski de 1829 à 1830 ;
- Konstantin Iakovlevitch Beliavski : (1802-1857), général d’infanterie, il s’illustra au cours de l’Insurrection de novembre 1830, la campagne du Caucase et la guerre de Crimée, en service dans le régiment de la Garde Pavlovski de 1817 à 1818 ;
- Vladimir Antonovitch Berezovski : (1852-1917), il servit dans le régiment de la Garde Pavlovski de 1877 à 1882 ;
- Ivan Minitch Bogdanov : (1802-1867), major-général, il prit part à la guerre russo-turque de 1828-1829, la campagne du Caucase, en service dans le régiment de la Garde Pavlovski de 1833 à 1837 ;
- Alexeï Dmitrievitch Boutovski : (1838-1917), major-général, l’un des fondateurs et membre du Comité international olympique (CIO) ;
- Nikolaï Dmitrievitch Boutovski : général d’infanterie, théoricien et praticien de l’entraînement militaire ;
- Nikolaï Nikolaïevitch Veliaminov : (1822-1892), général d’infanterie, il participa à la répression menée lors de l’Insurrection de 1830, la guerre russo-turque de 1877-1878, il servit dans le régiment de la Garde Pavlvoski de 1860 à 1863 ;
- Konstantin Ivanovitch Gershelman : (1825-1898), général d’infanterie, il participa à l’expédition en Hongrie (1849), la guerre russo-turque de 1877-1878, en service dans le régiment de la Garde Pavlovski de 1844 à 1848 ;
- Ievgeni Alexandrovitch Jdanov : (1839-1892), lieutenant-général d’artillerie, chef du département de topographie du district militaire du Caucase, il servit dans le régiment de la Garde Pavlovski de 1856 à 1858 ;
- Valeriane Platonovitch Zaroubaïev : (?-1890), lieutenant-général, il prit part à l’expédition russe en Hongrie lors de la révolution hongroise de 1848, il s’illustra au cours des guerres de Crimée et russo-turque de 1877-1878 ;
- Konstantin Alexeïevitch Rounov : (1839-1877), colonel, il prit part à la campagne de Pologne de 1863 et à la guerre russo-turque de 1877-1878, il servit dans le régiment de la Garde Pavlovski de 1859 à 1861 ;
- Mikhaïl Ivanovitch Semevski : (1837-1892), historien, journaliste, il servit dans le régiment de la Garde Pavlovski de 1855 à 1861 ;
- Mikhaïl Fiodorovitch Skorodoumov : (1892-1963), général, il participa à la Première Guerre mondiale puis à la guerre civile russe, il fut le fondateur du corps russe en Serbie (corps formé d’émigrés russes qui combattit les partisans communistes de Tito en Yougoslavie pendant la Seconde Guerre mondiale), il servit dans le régiment de la Garde Pavlovski de 1915 à 1917 ;
- Fiodor Karlovitch Schearman : (1780-1853), lieutenant-général, l’un des héros de la guerre patriotique de 1812, la guerre de la Sixième Coalition, la Campagne de Polonaise en 1830 ;
- Mikhaïl Alexandrovitch Ebeling : (1831-1877), colonel, héros de la guerre russo-turque de 1877-1878, il servit dans le régiment de la Garde Pavlovski de 1852 à 1869.

## Association du régiment de la Garde Pavlovski
Les ex-membres du régiment de la Garde Pavlsovski fondèrent l’Association du régiment, en 1951, on dénombrait 14 personnes.

## Les officiers du régiment de la Garde Pavlovski tués au cours de la Première Guerre mondiale, la guerre civile russe ou victimes de la Terreur rouge
Les membres de la famille impériale en service dans les régiments de la Garde impériale ne sont pas comptabilisés dans le nombre d’officiers tués au cours ces périodes de guerre.
- 39 officiers du régiment de la Garde Pavlovski furent tués sur le Front de l’Est au cours de la Première Guerre mondiale.
- 6 officiers furent tués où décédèrent des suites de leurs blessures ou de maladies diverses au cours de la guerre civile russe (1917-1922).
- 4 officiers furent assassinés au cours de la Terreur rouge[13].

## Galerie

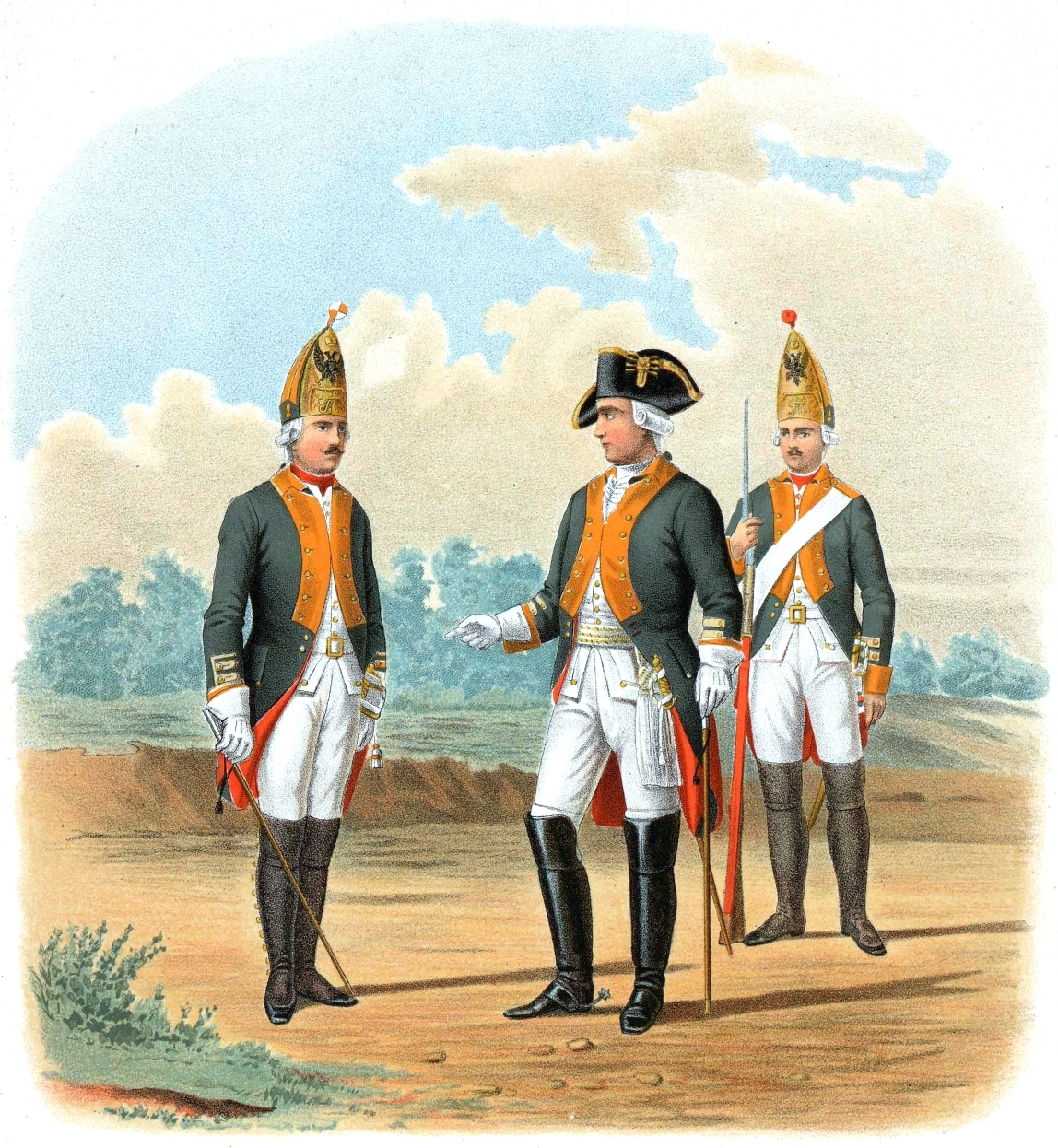
Le régiment entre 1796 et 1801
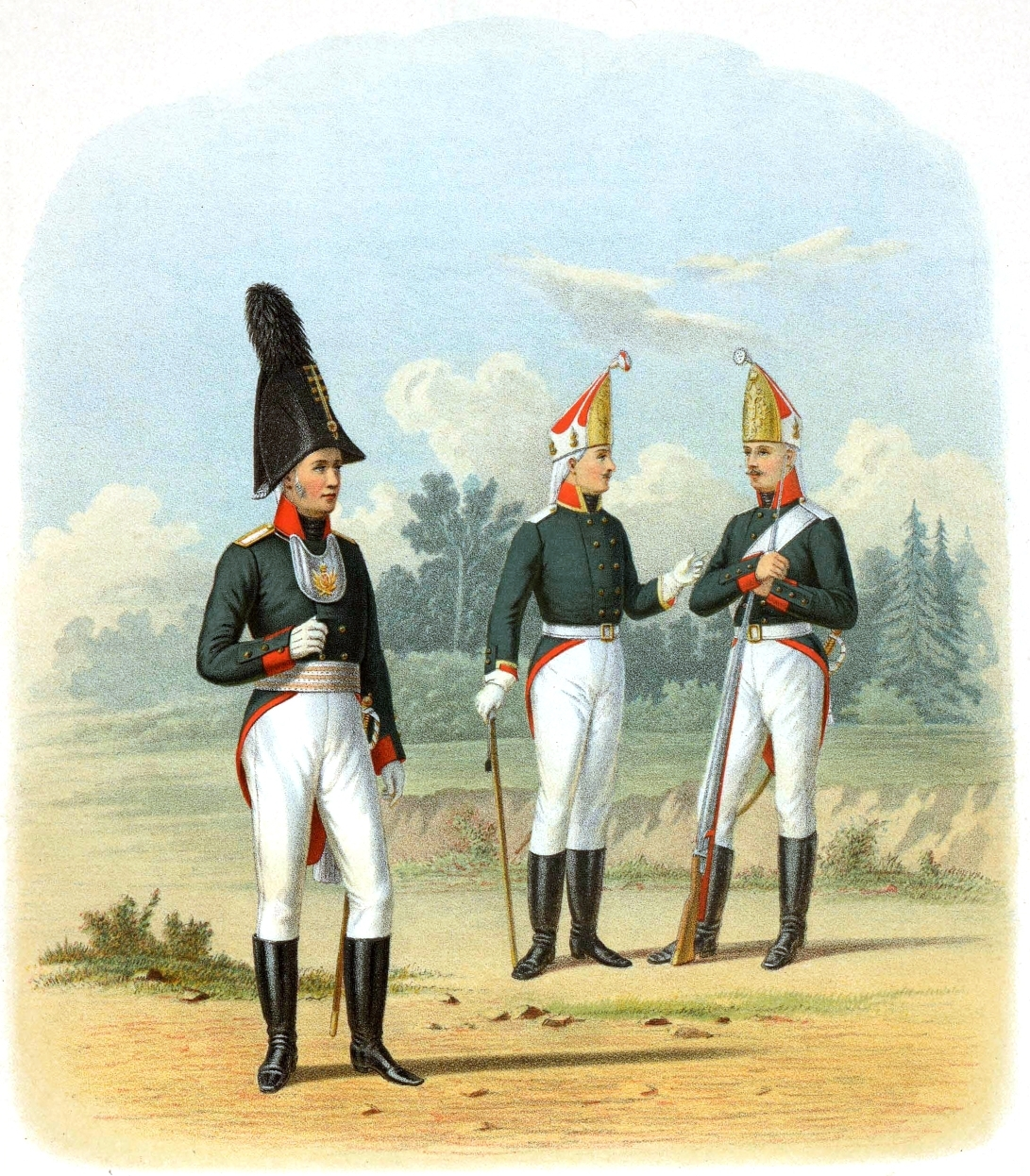
Entre 1802 et 1805
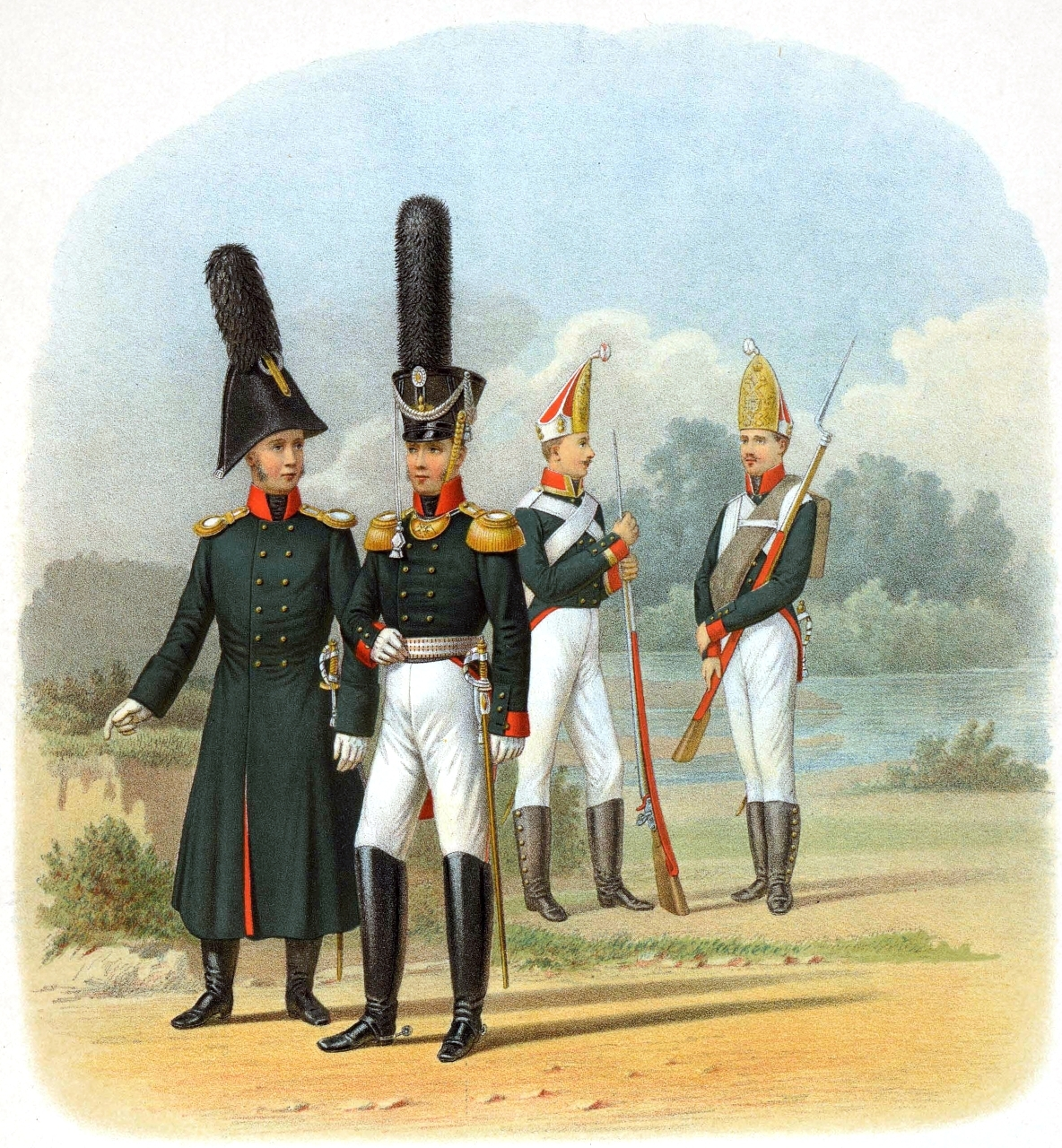
Entre 1805 et 1811
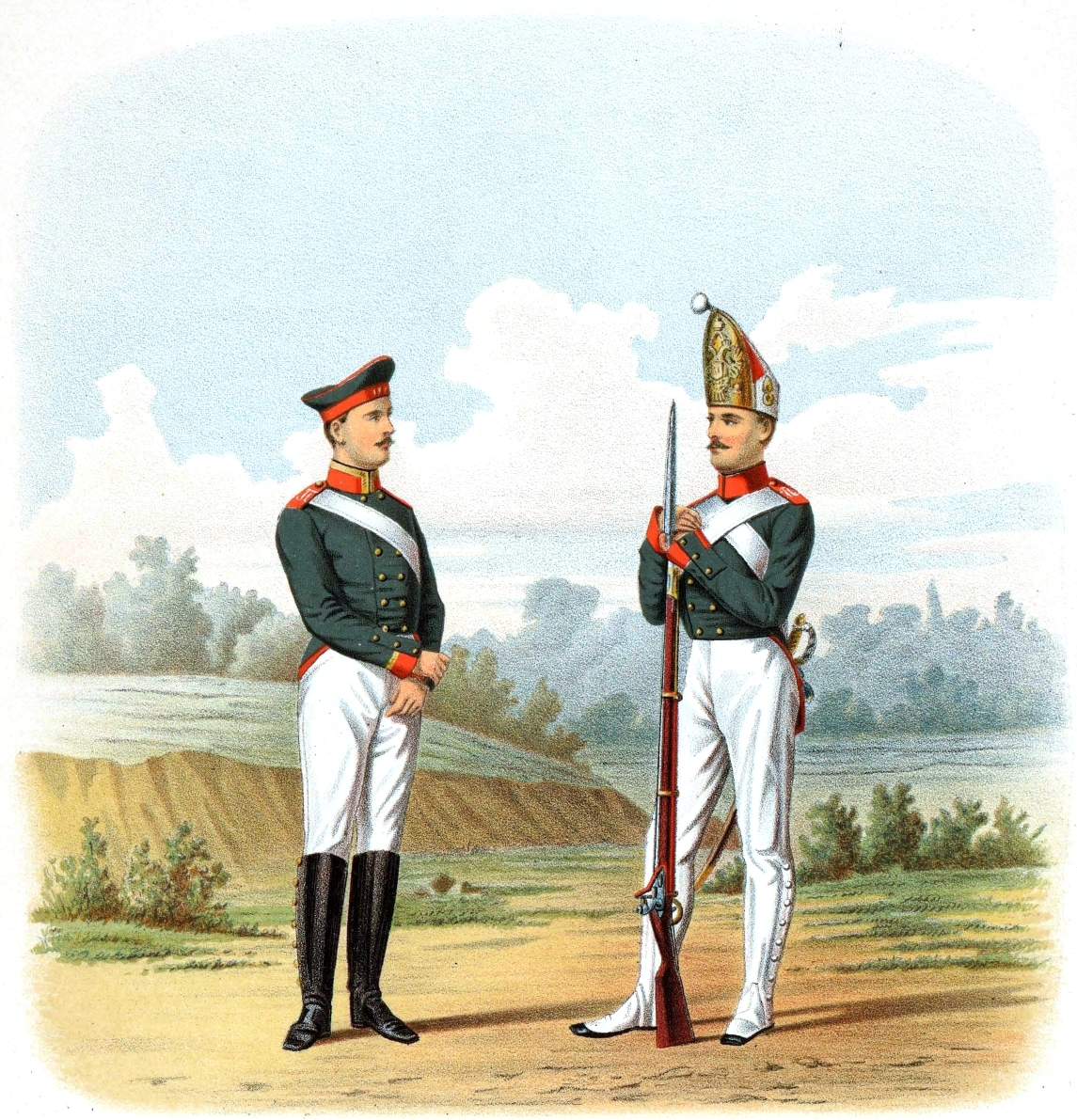
Entre 1811 et 1812, période de la campagne de Russie
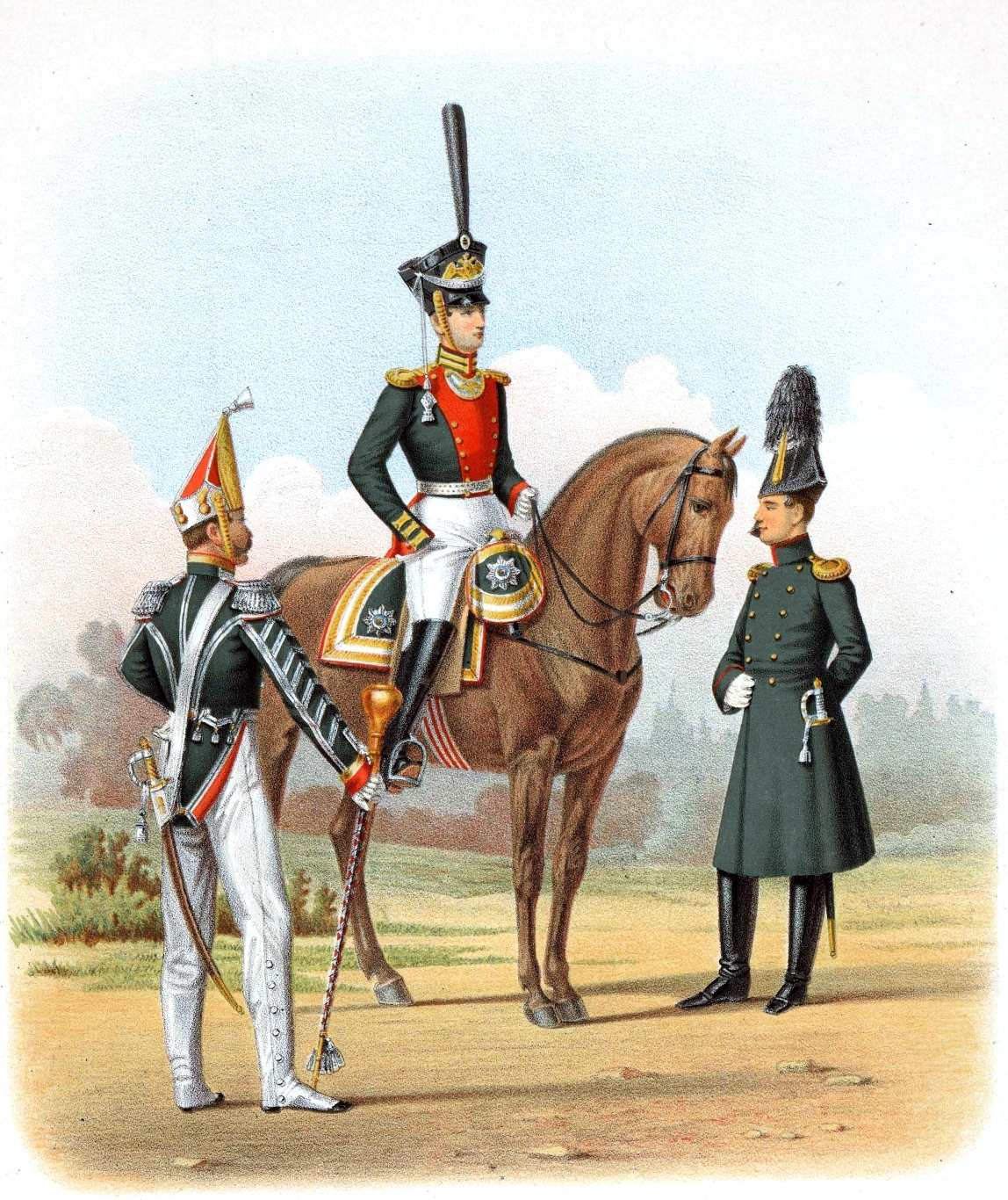
Entre 1813 et 1816 période fin de l'empire français
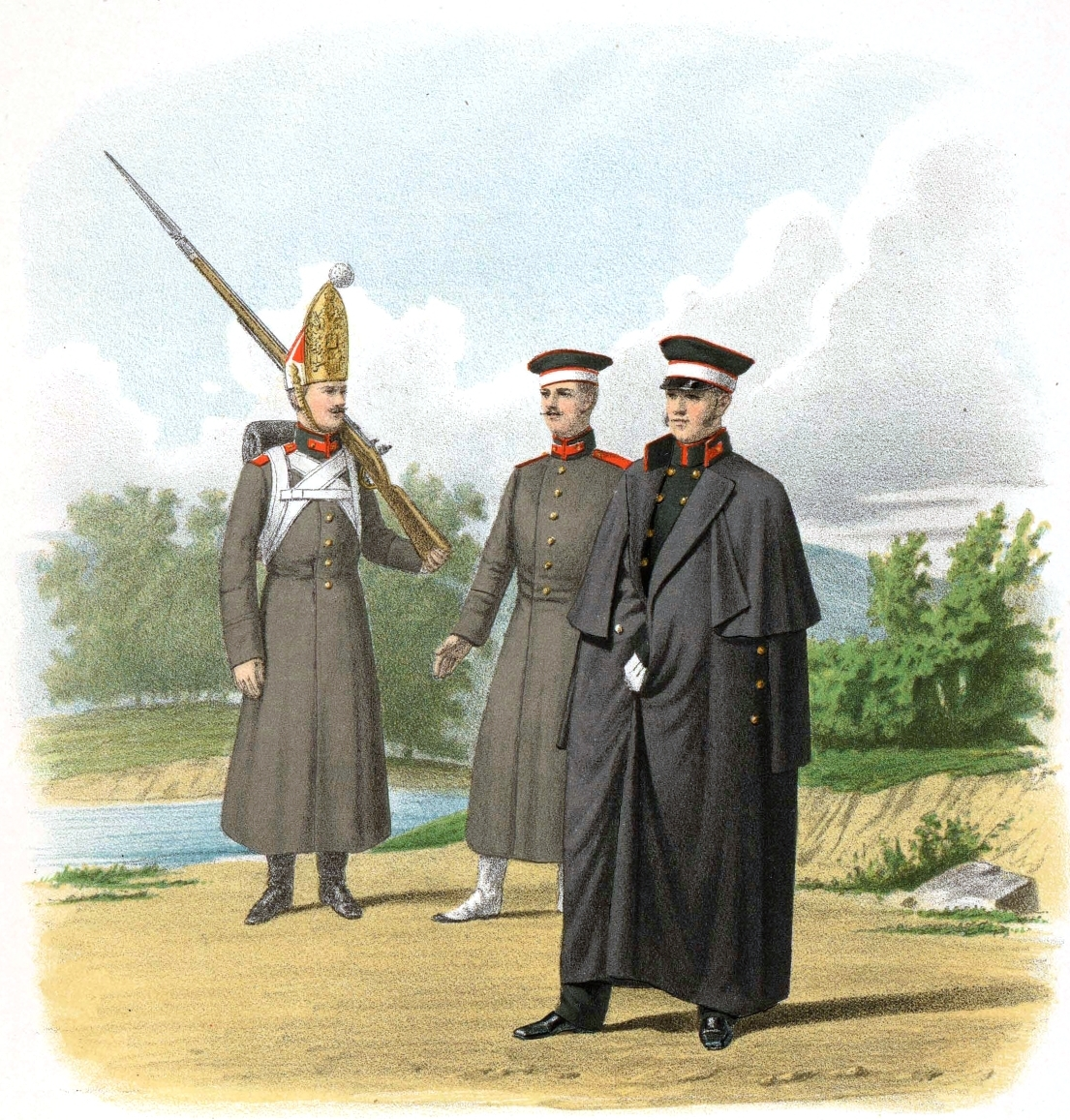
Uniforme adopté en 1817
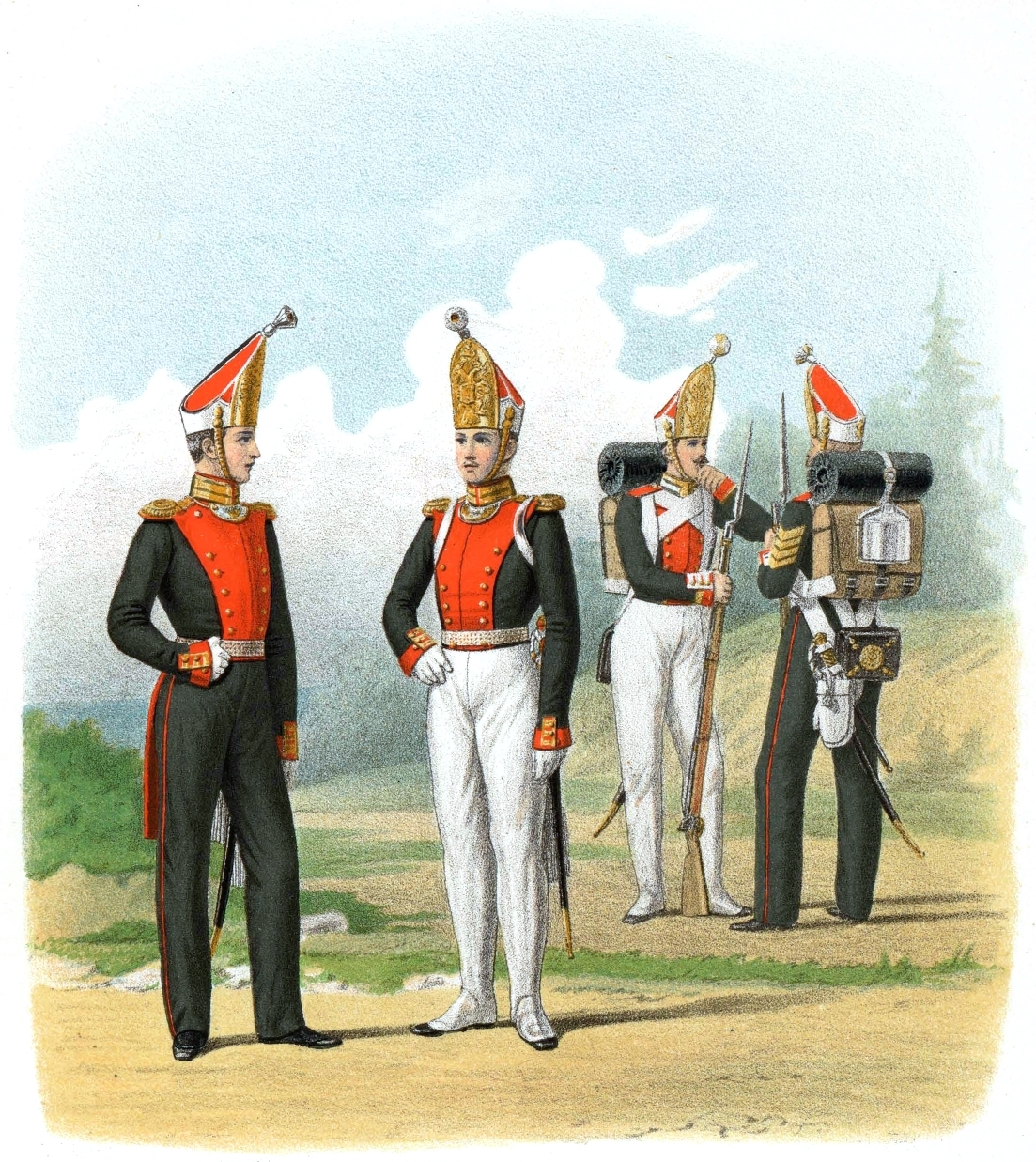
Entre 1826 et 1830
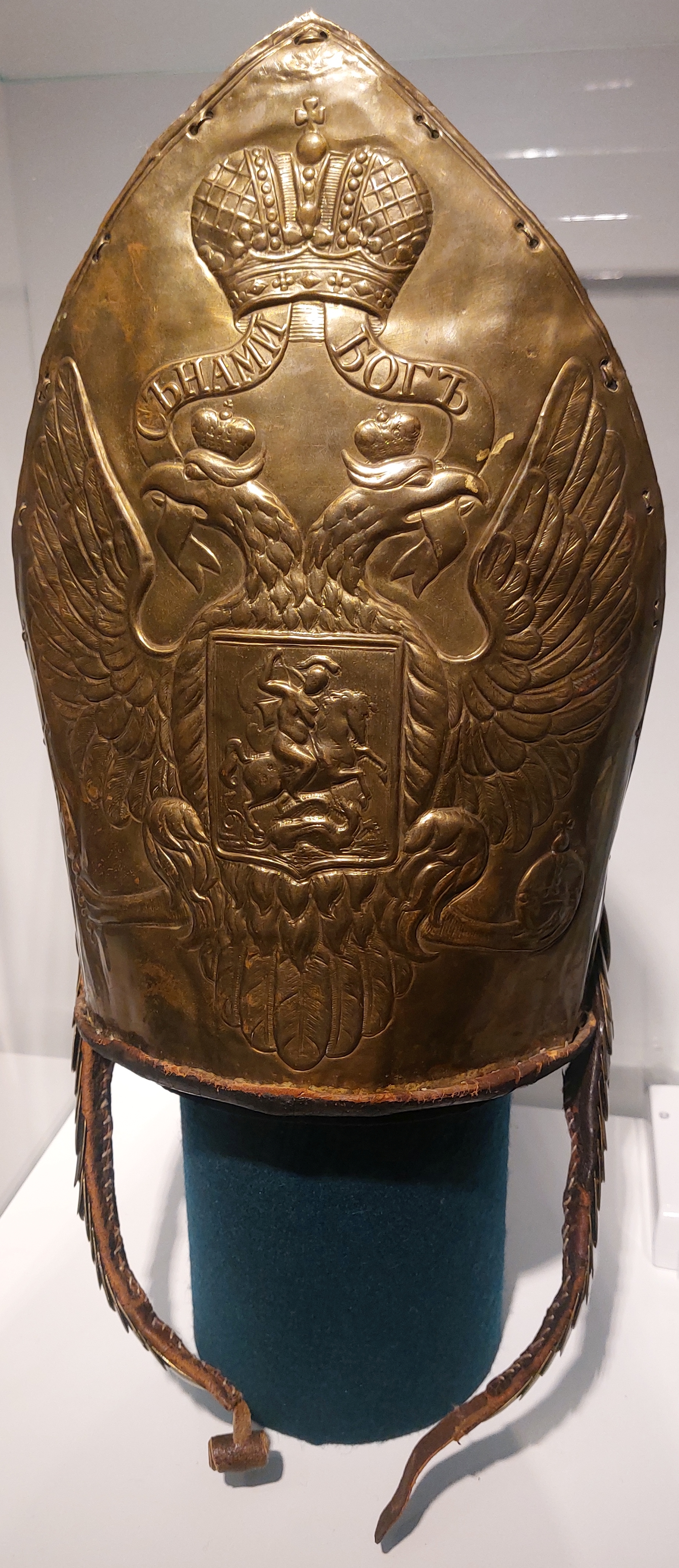
Modèle de Mitre réglementaire entre 1826 et 1830
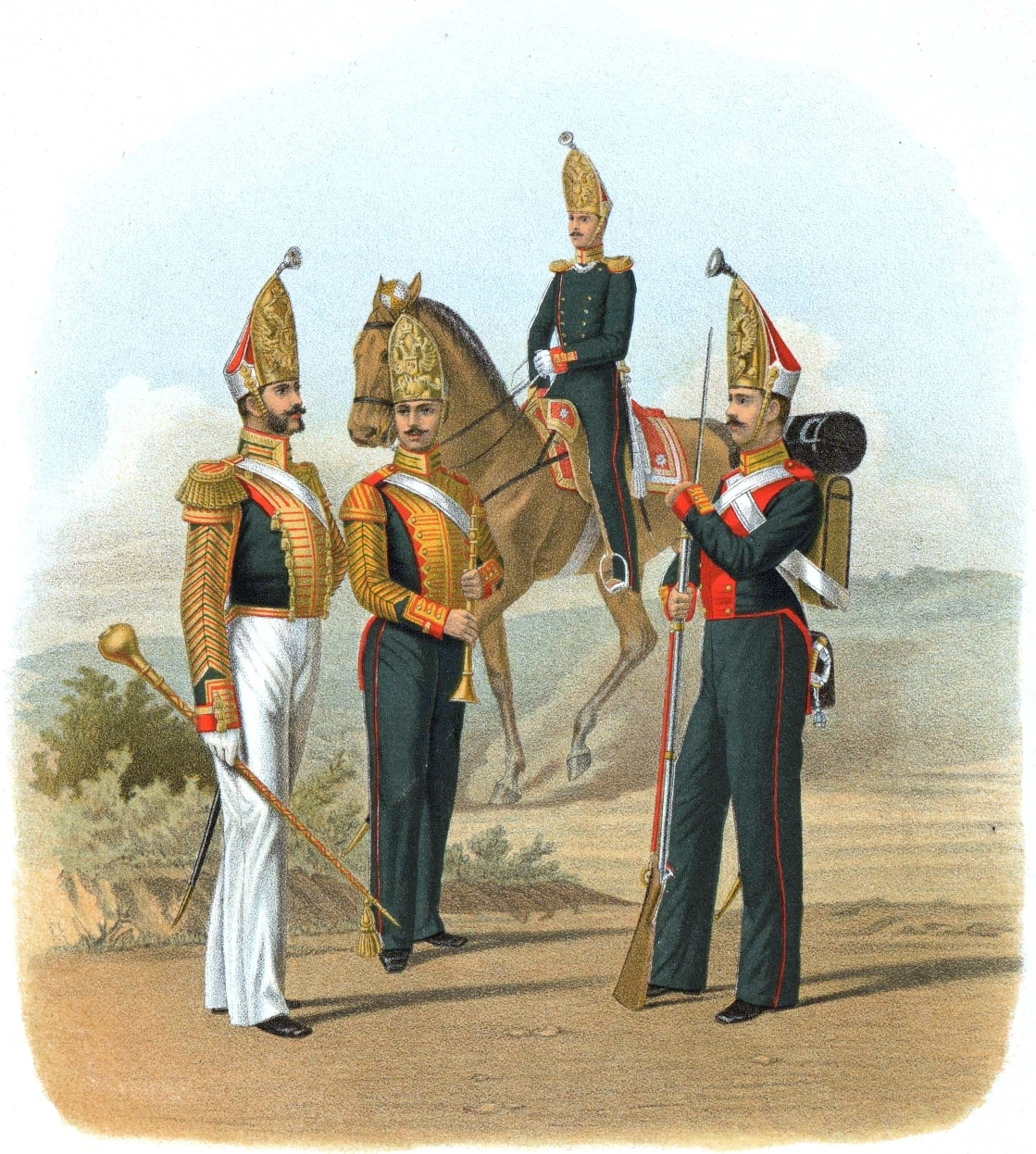
Entre 1831 et 1845
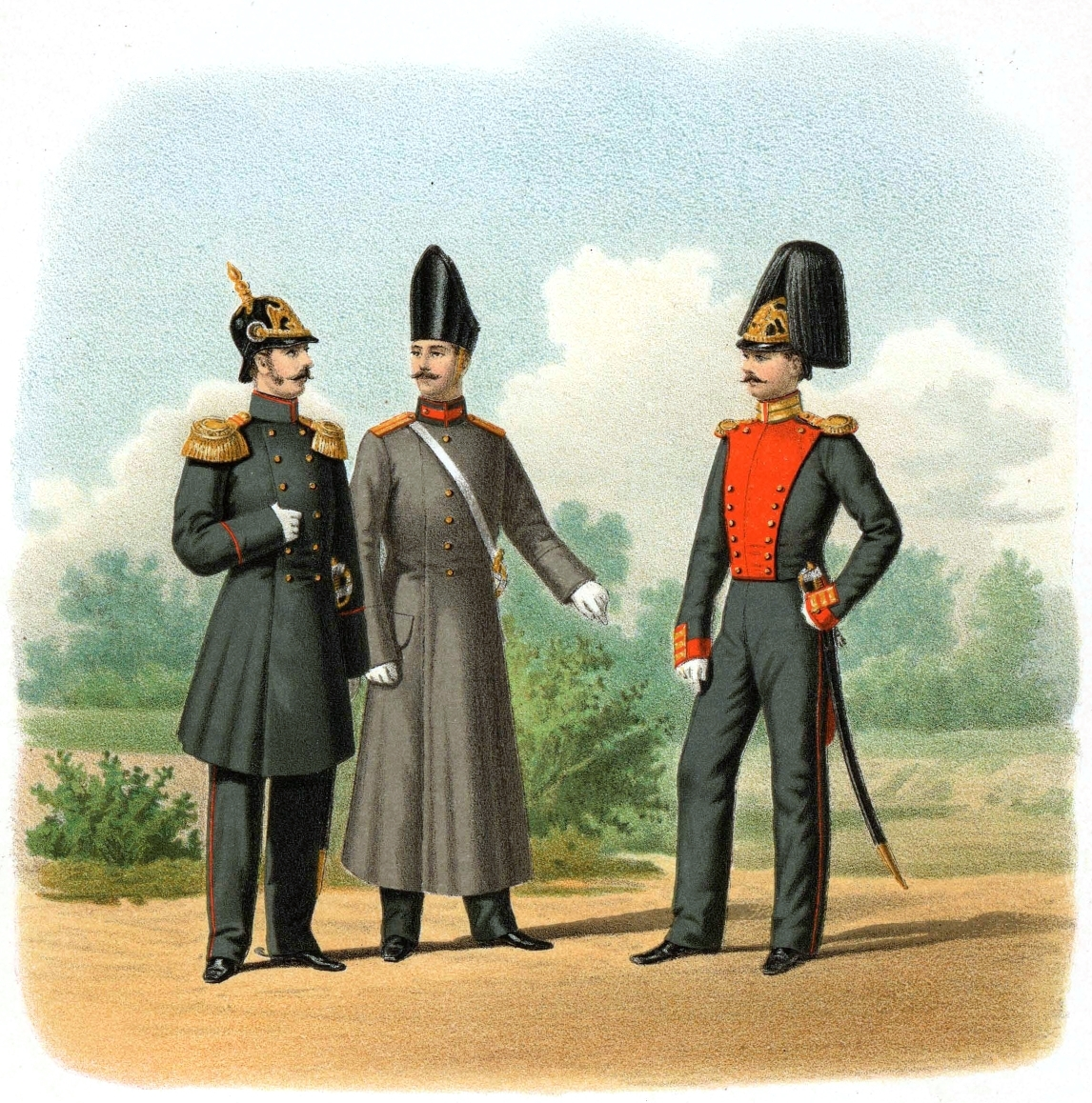
Entre 1846 et 1854
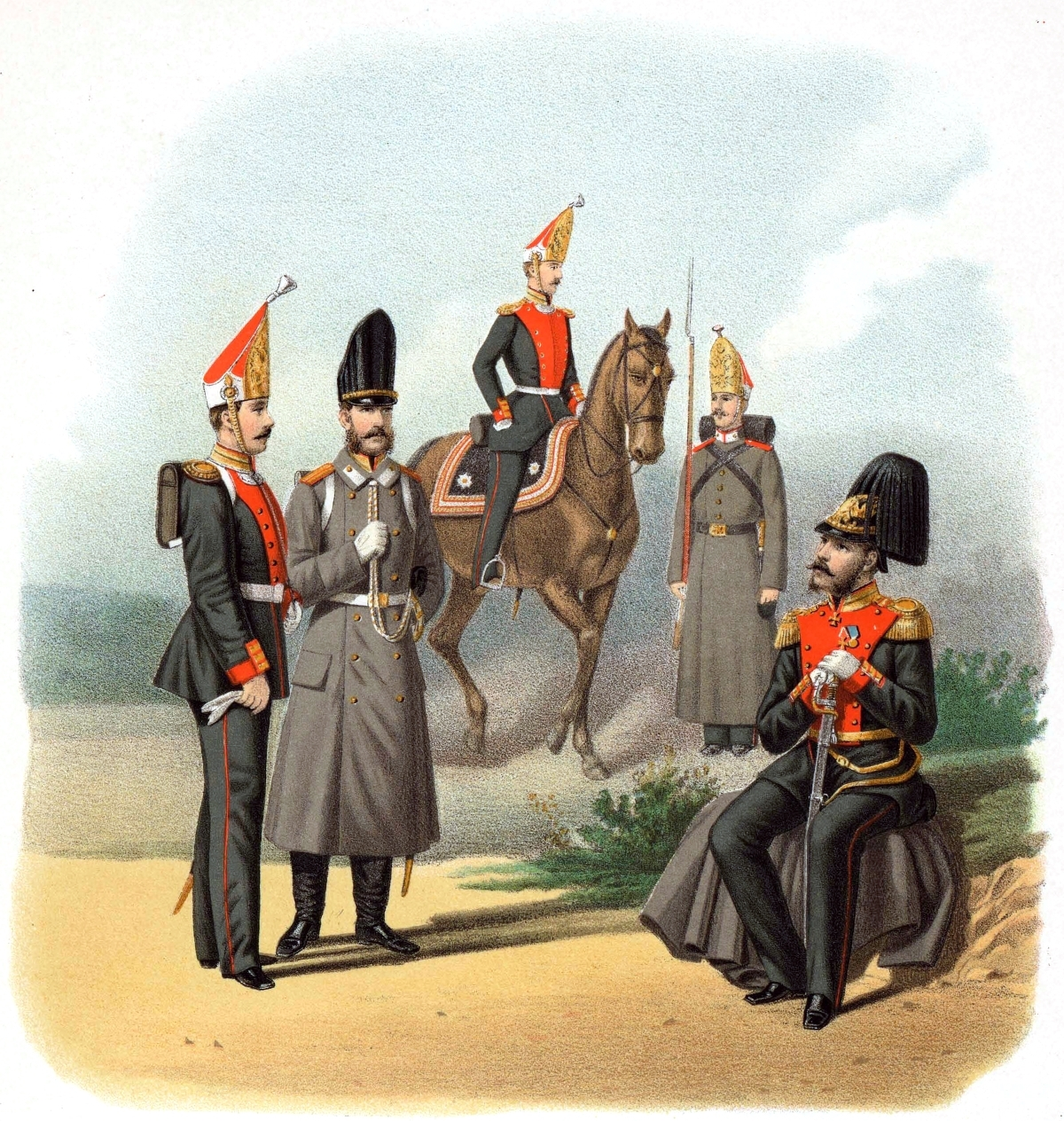
Entre 1855 et 1857
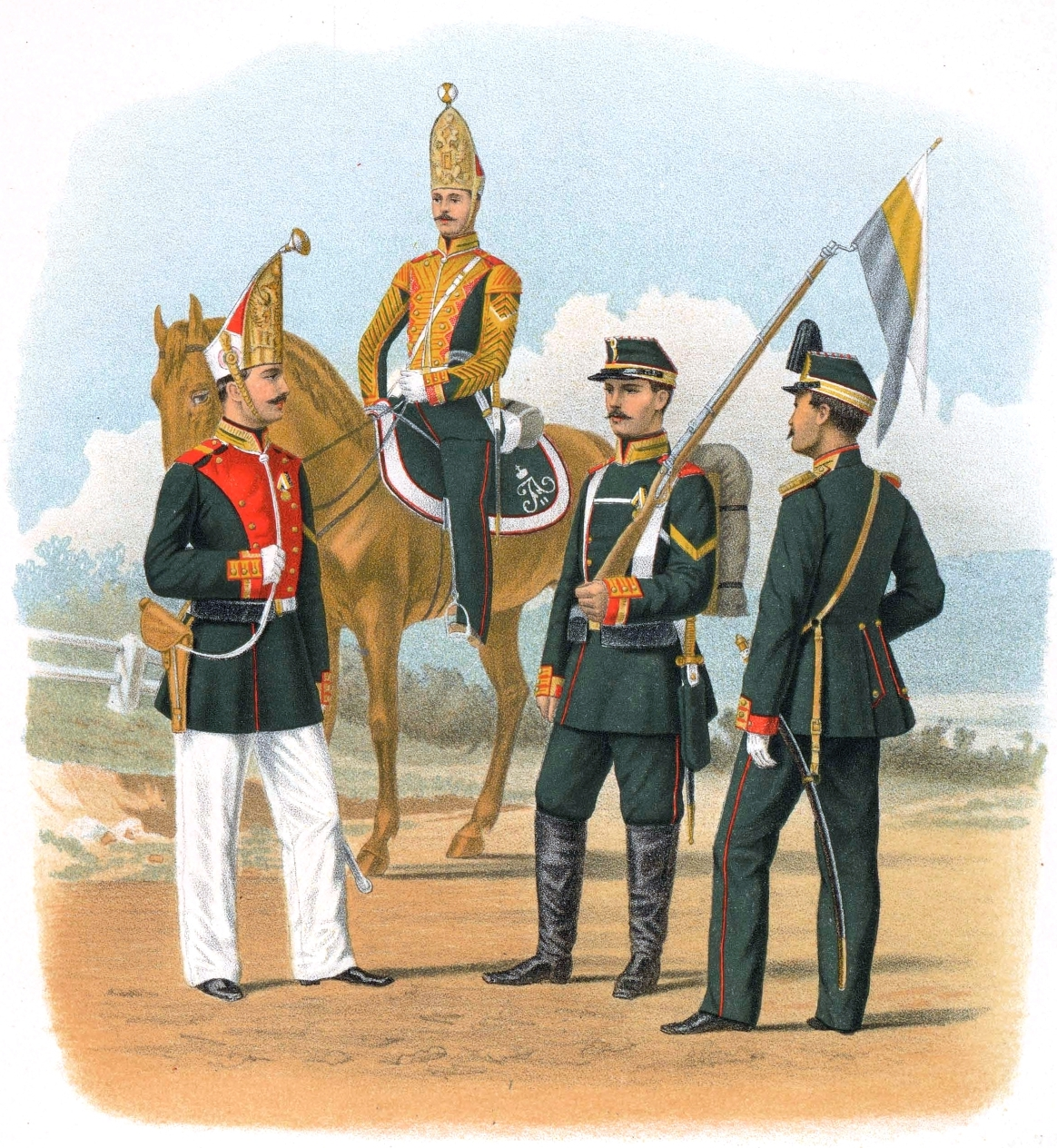
Entre 1865 et 1872
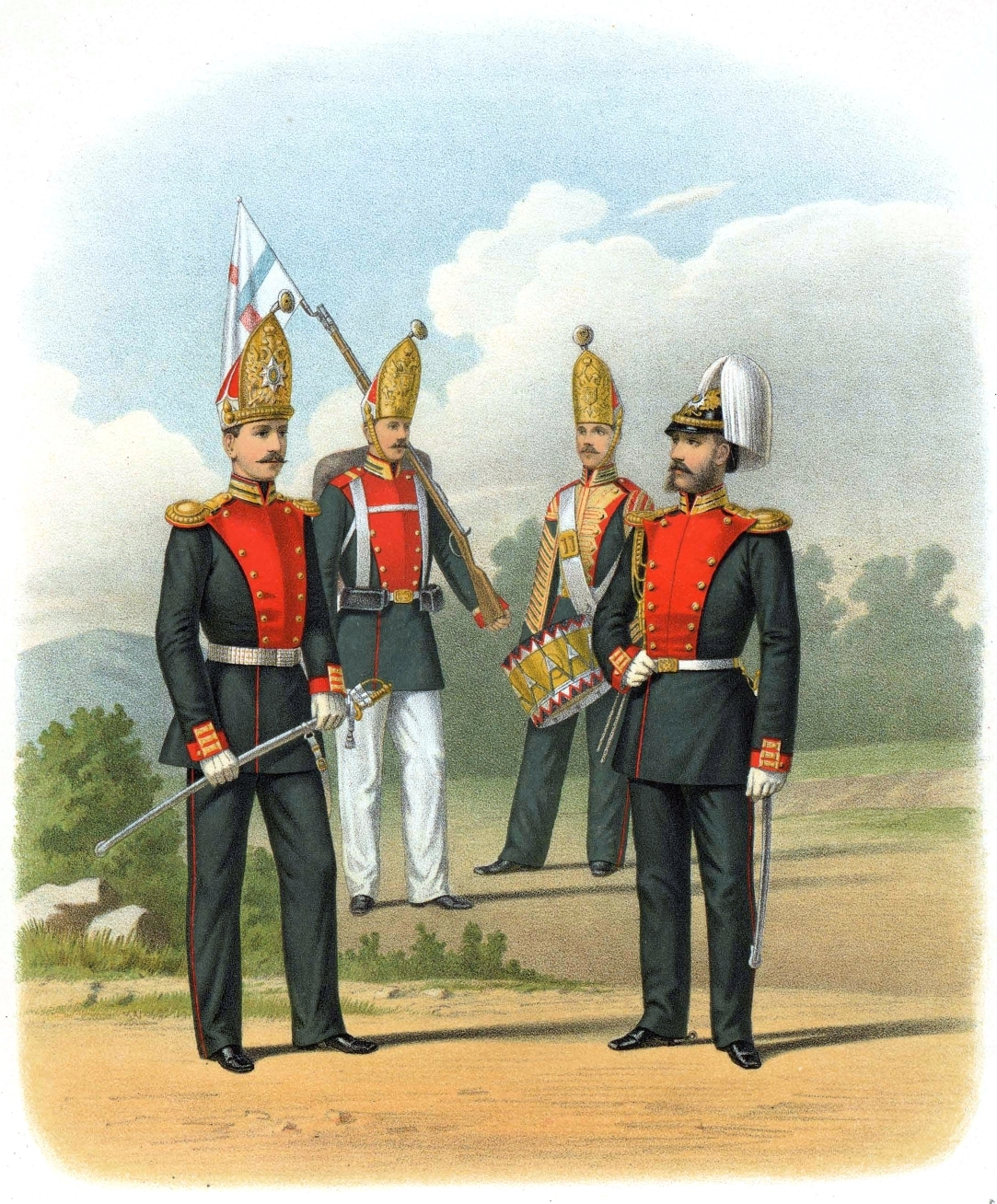
Entre 1872 et 1876
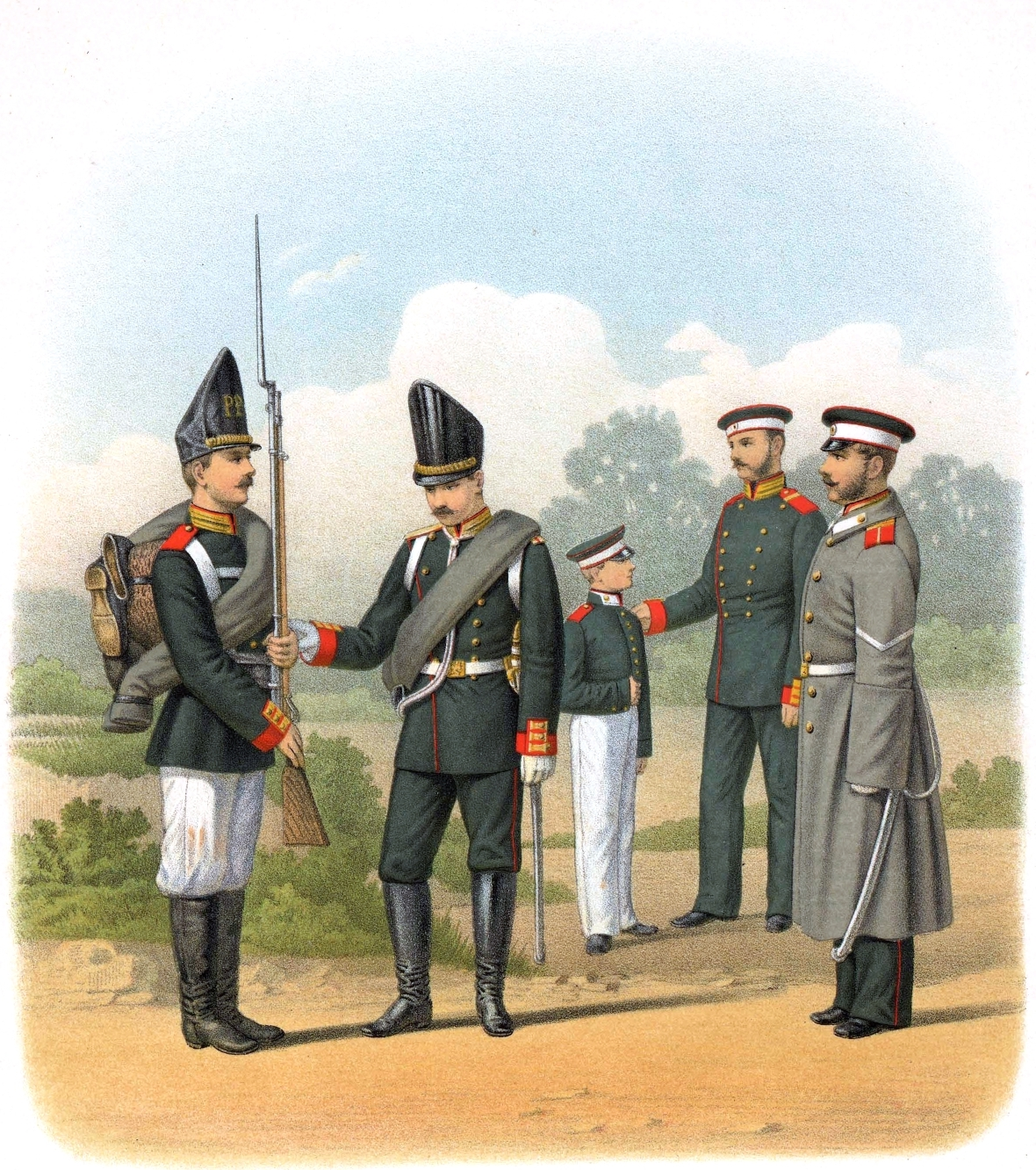
En 1876
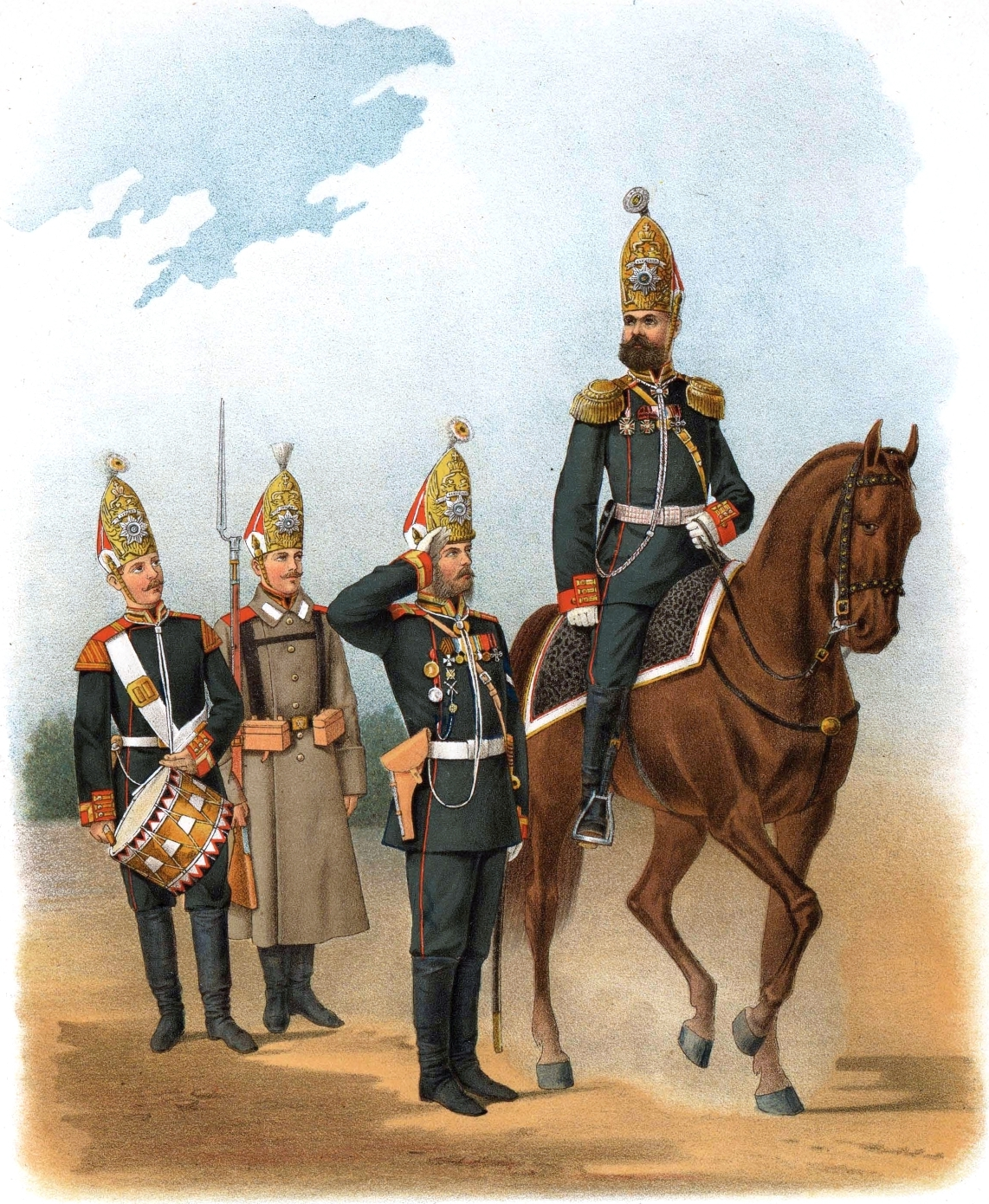
Entre 1882 et 1890 grand uniforme
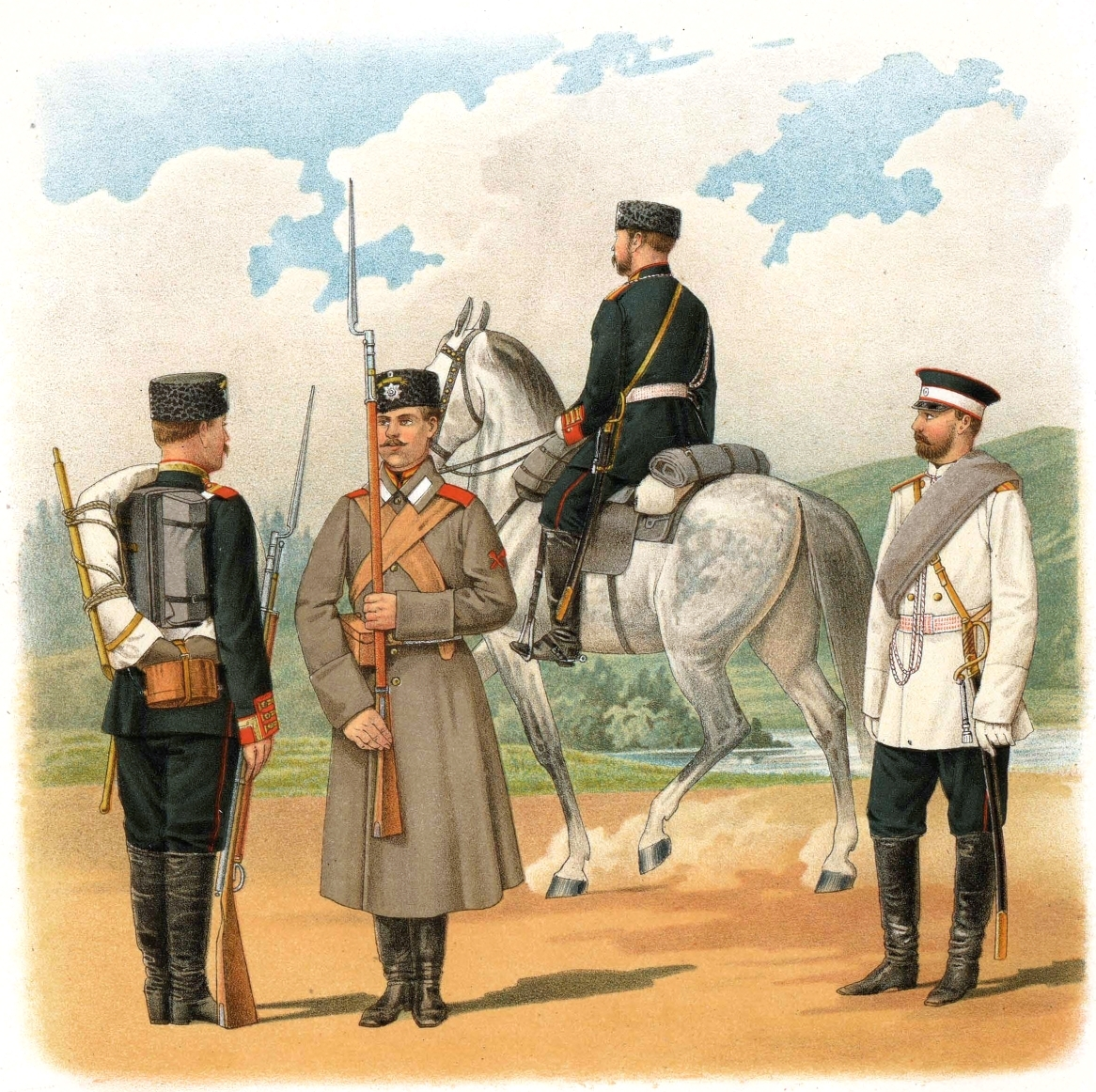
Entre 1882 et 1890 uniforme pour les opérations militaires
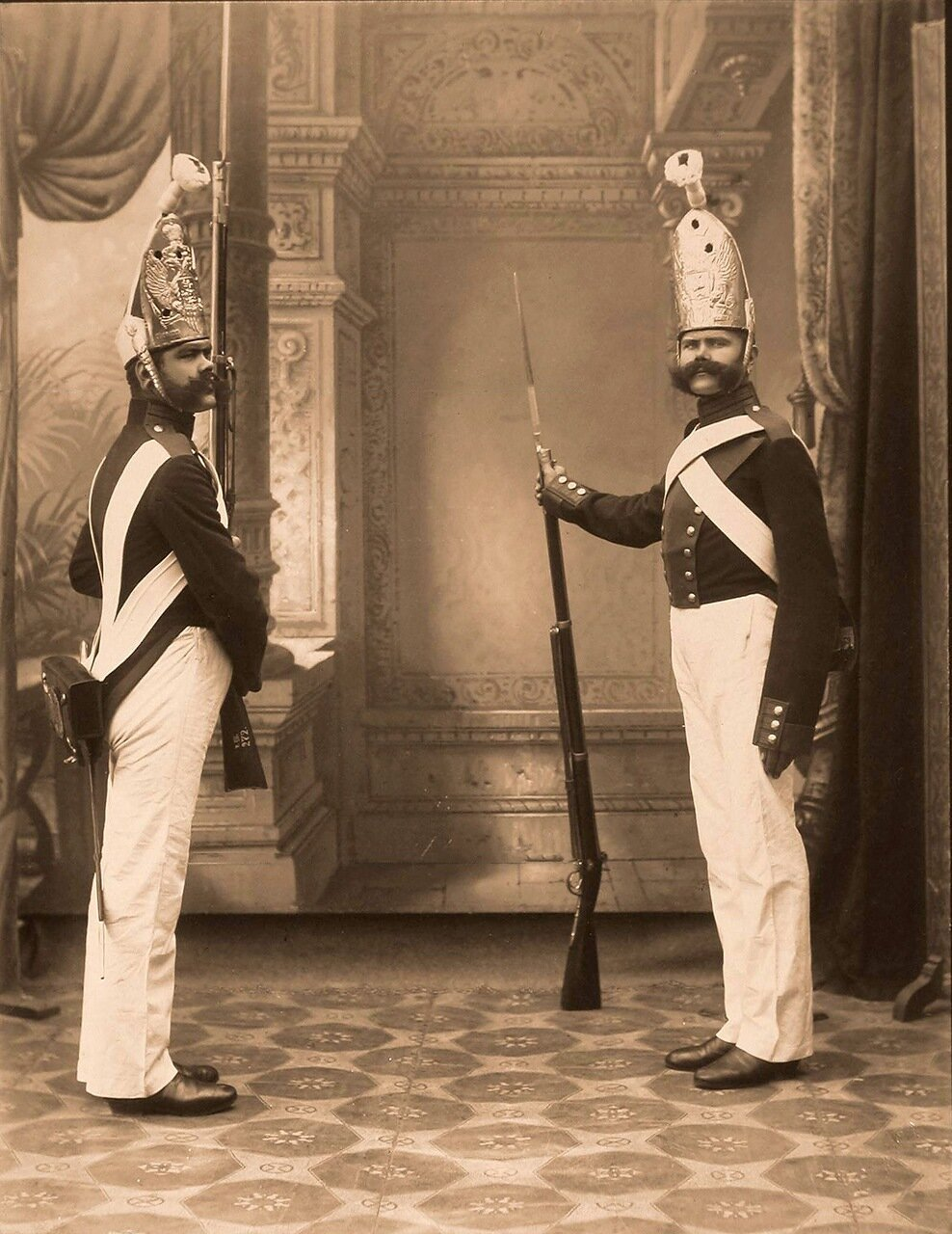
Photographie de deux grenadiers en 1890 à Saint-Petersburg
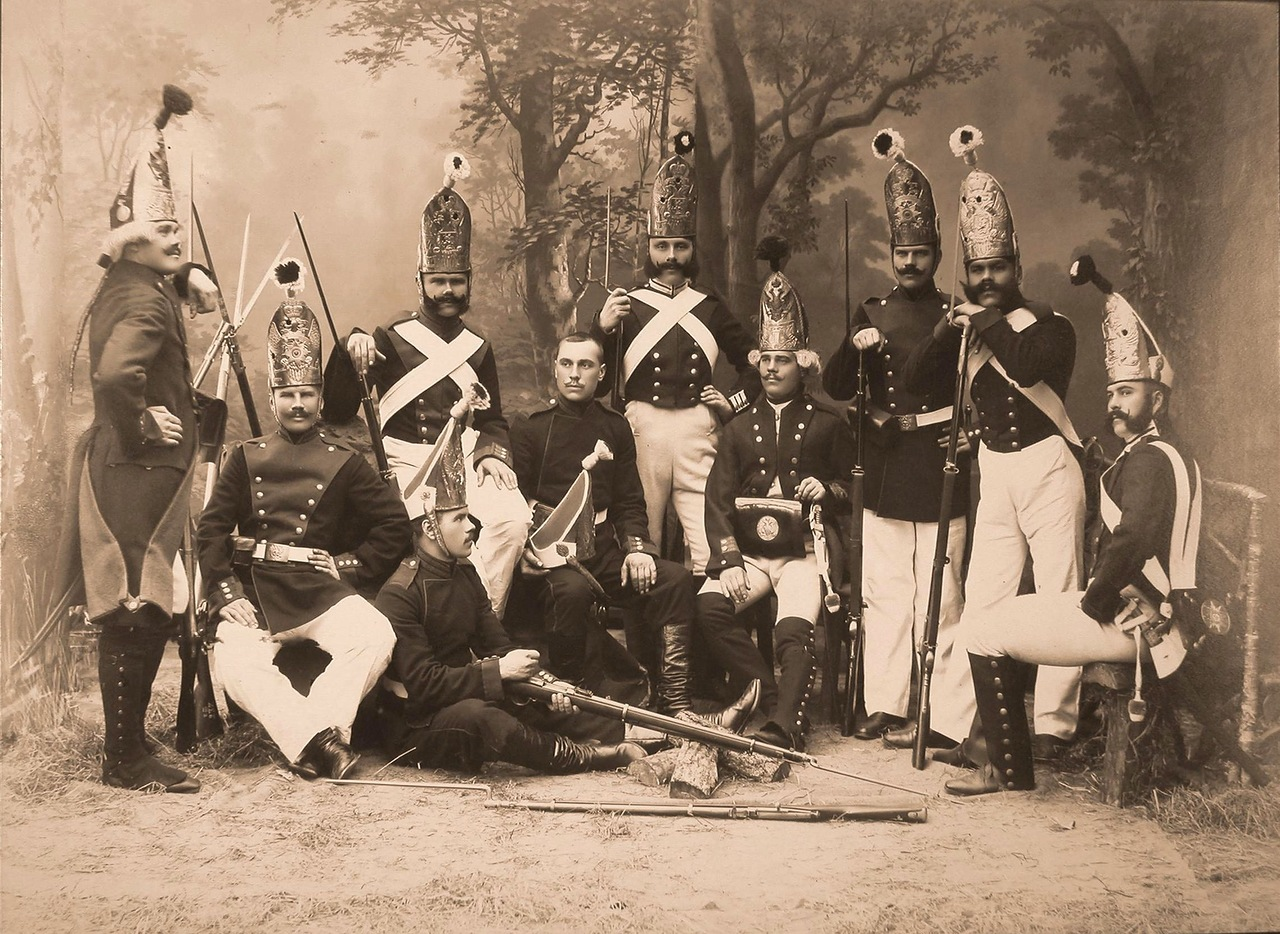
Photographie réalisé dans un studio de Saint-Petersburg en 1890
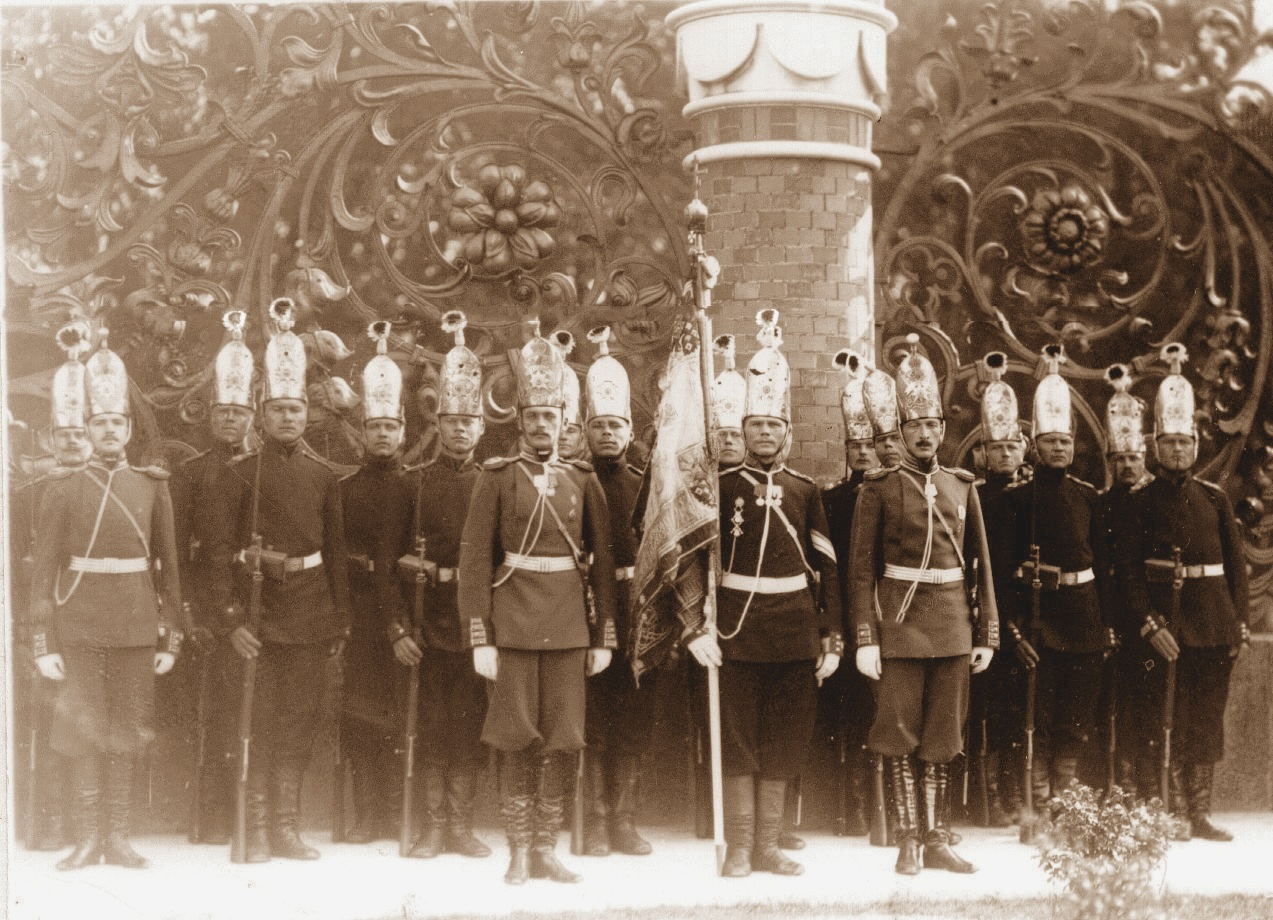
Photographie prise dans les jardins du Palais Mikhaïlovski en 1907
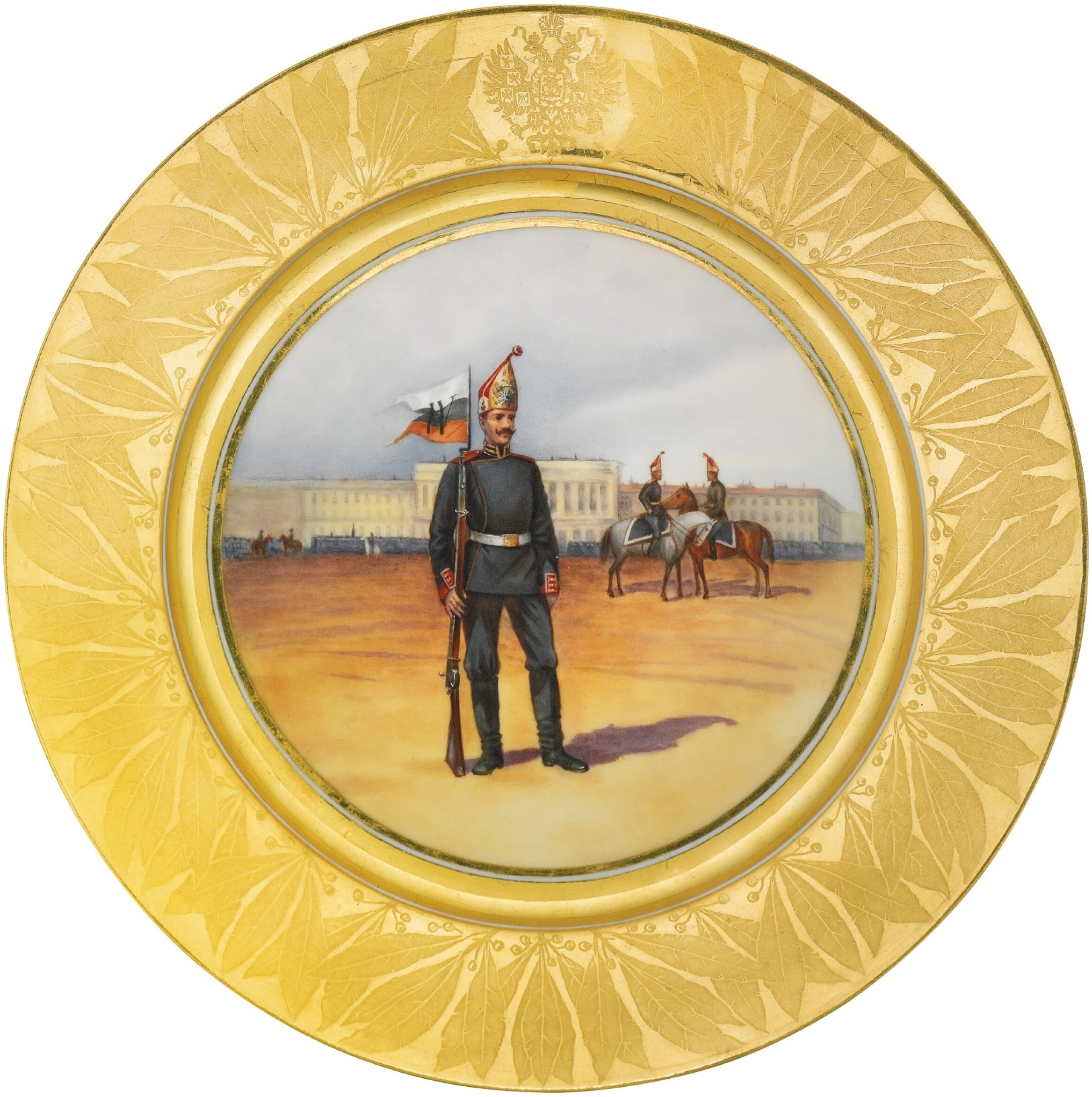
Officier à pieds et officiers à cheval en 1910 sur une porcelaine russe

### Source
- O. K. Gouvalt, Histoire du Régiment des gardes Pavlovski : 1726-1850. Saint-Pétersbourg 1852. Alfaret. 2008.